# Wien Südbahnhof

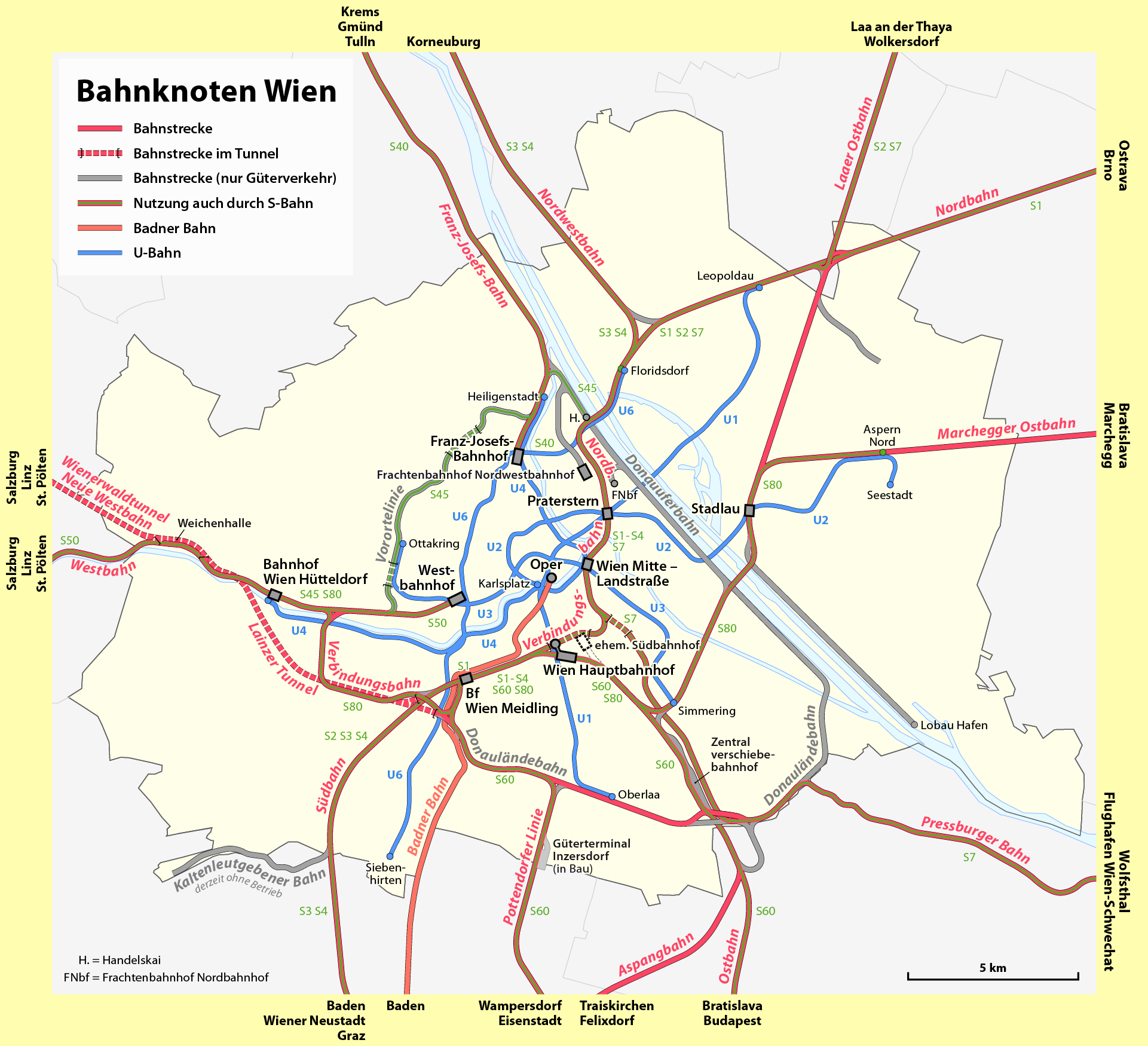
Lage des Südbahnhofs im Eisenbahnnetz von Wien

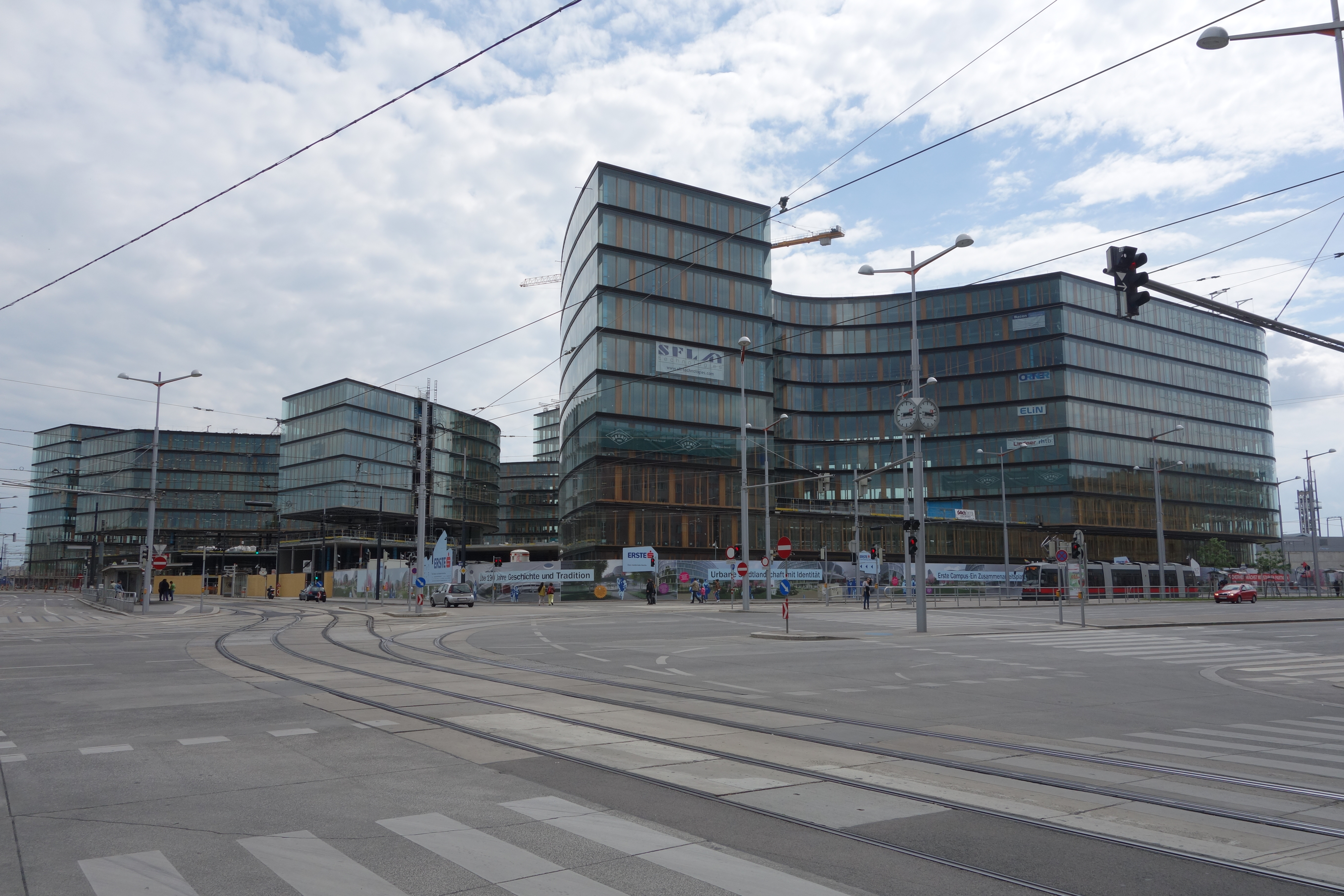
An der Stelle des Aufnahmsgebäudes am Wiedner Gürtel errichtete die Erste Bank von 2012 bis 2016 eine neue Unternehmenszentrale

Der Südbahnhof im 10. Bezirk von Wien, Favoriten, war bis 12. Dezember 2009 der größte Bahnhof Österreichs, ehe Aufnahmsgebäude, Rangiergleise und der weitläufige Frachtenbahnhof im darauffolgenden Jahr abgerissen wurden. Auf dem Areal entstanden der erste Hauptbahnhof in der Geschichte der Stadt sowie zwei neue Stadtteile, die erst teilweise fertiggestellt sind.
Als einziger Betriebsteil des Südbahnhofs blieb nur die unterirdische Haltestelle der S-Bahn erhalten. Seit 9. Dezember 2012 heißt diese nun Haltestelle Wien Quartier Belvedere.
Auf dem Areal befanden sich bis 1956 zwei Bahnhöfe: der 1841 eröffnete Gloggnitzer Bahnhof, der als „erster Südbahnhof“ bezeichnet wird, und der 1845 in dessen unmittelbarer Nachbarschaft eröffnete Raaber Bahnhof, Ausgangspunkt der Ostbahn. Diese später Wien Ostbahnhof genannte Anlage war wie der Südbahnhof ein Kopfbahnhof. 1957 verlor er sein separates Aufnahmsgebäude und wurde zum Südbahnhof (Ostseite).
Der neue Hauptbahnhof ersetzt im Vollbetrieb die beiden ehemaligen Kopfbahnhöfe vollständig. Am 8. Dezember 2012 wurde der Name Wien Südbahnhof im Bahnbetrieb zum letzten Mal verwendet.

## Verkehrsfunktionen
Der Bahnhof bestand zuletzt
- aus dem eigentlichen Südbahnhof für die Züge der Südbahn (mit der berühmten Semmeringbahn),
- aus dem so genannten Südbahnhof (Ostseite) für die Züge der Ostbahn,
- der Haltestelle Südbahnhof, einer S-Bahn-Station in Tieflage (Wien Südbahnhof (S-Bahn))
- und dem Frachtenbahnhof Südbahnhof, dessen Absiedlung schon lang vor 2009 begonnen hatte.

Der Bahnhof entstand durch die Vereinigung des ursprünglichen Südbahnhofs und des vormaligen Ostbahnhofs und war daher in zwei Teile gegliedert: Die Südseite für die Südbahn und die Ostseite für die Strecken nach Laa an der Thaya (nördliche Linie bzw. Laaer Ostbahn), nach Bratislava über Marchegg (östliche Linie bzw. Marchegger Ostbahn) und nach Budapest bzw. Bratislava über Bruck an der Leitha (Hauptstrecke). Seit 1945 (Stilllegung des Nordbahnhofs) fuhren auch die Fernzüge der Nordbahn in Richtung Brünn über Hohenau an der March von der Ostseite des Südbahnhofs ab.
Im Detail:
- Bis 12. Dezember 2009 begannen und endeten auf der Südbahnseite Fernverkehrszüge nach/von Villach und Graz bzw. Italien, Slowenien, Kroatien und Ungarn sowie Nahverkehrszüge nach/von dem südlichen Niederösterreich, dem Burgenland und Ungarn.
- Die Ostseite wurde bis 8. Dezember 2012 von Zügen aus Polen, Deutschland über Tschechien, der Slowakei, Ungarn und Regionalzügen aus dem östlichen Niederösterreich und dem nördlichen Burgenland angefahren (inkl. S7, S8, S60, S80).
- Im Tiefgeschoß hielten und halten die Regionalzüge nach Bernhardsthal, Břeclav, Laa an der Thaya, Retz, Znaim, Krems an der Donau, Wien Westbahnhof, Wiener Neustadt und Payerbach-Reichenau sowie die S-Bahn-Züge der Stammstrecke in Richtung Wien Floridsdorf bzw. Wien Meidling.
- Der Südbahnhof verfügte auch über eine Fahrzeugverladestelle[4] für Autoreisezüge.

## Anlagedetails
Der Südbahnhof befand sich  in geringer Entfernung südlich des Stadtzentrums von Wien, unweit des Belvederes, des Schweizergartens, des einstigen Museums des 20. Jahrhunderts und des Arsenals. Der Wiedner Gürtel begrenzte das Bahnhofsareal zum 4. Bezirk, die Gleise der Ostseite und die Arsenalstraße begrenzten das Bahnhofsareal zum 3. Bezirk, Gudrunstraße und Sonnwendgasse im 10. Bezirk begrenzten den großen Frachtenbahnhof mit Ladegleisen und Lagerhallen, in dem zahlreiche (Transport-)Unternehmen Betriebsstätten unterhielten.
Der Haupteingang öffnete sich von Norden vom Wiedner Gürtel mit den Haltestellen der Straßenbahnlinien O und 18 zur Bahnhofshalle. Ein Ausgang führte von den Bahnsteigen unter Vermeidung der Halle ostwärts zur Endstation der Straßenbahnlinie D, den Autobuslinien 13A und 69A, zu einem Taxistandplatz und einem Pkw-Parkplatz. Der Hallenein- und -ausgang westseitig führte zu einem weiteren Taxistandplatz, einem später mit einer Hochgarage überbauten Pkw-Parkplatz und zum Bahnhofspostamt 1103 Wien. Etwas weiter westwärts befanden sich die Einfahrt zum Postzentrum Wien und der Autobusbahnhof Südtiroler Platz.
In der Bahnhofshalle gab es vergleichsweise wenige Flächen für den Kleinhandel (Buchhandlung, Fast-Food-Restaurant, Reisebüro und dergleichen), deshalb wurden in späteren Jahren zusätzlich kleine Verkaufsstände und Containerbuden in die Halle gestellt.
An der westlichen Längsseite der Halle waren die Kassen. Von dort führte der Weg des Reisenden ursprünglich über eine Stiege mit Rolltreppe auf die im ersten Stock liegende Abfahrtsebene der Ostbahn (mit dem Eingang zum Bahnhofsrestaurant), von dort rechtwinkelig nach rechts über eine weitere Stiege mit Rolltreppe auf die im zweiten Stock liegende Abfahrtsebene der Südbahn. Eine Zwischenhalle (Stehbuffets, Café, Zeitungsgeschäft) durchquerend gelangte man auf die mit einfachen Stahlträgerdächern überspannten Kopfbahnsteige der Südbahn (neun Gleise). Die ursprünglich schmalen Rolltreppen wurden Ende der 1970er Jahre durch breitere ersetzt.
Ein weiterer Weg zur Südbahn führte vom östlichen Seiteneingang an der Arsenalstraße über eine steile Stiege (Seitenabzweigung links zur Ostbahn) auf einen brückenartigen Übergang, von dem man die ganze Kassenhalle überblicken konnte und der direkt in die Zwischenhalle vor den Südbahnbahnsteigen mündete.
Im Jahr 1986 war man bestrebt, die Distanzen in diesem „Bahnhof der langen Wege“ bequemer zu machen, und baute eine Fahrsteiganlage ein. Zwei Fahrsteige führten zu einer vor dem erwähnten Übergang in die Halle gesetzten Verteilerebene, zwei weitere Fahrsteige wurden quer über die Halle zu einem nachträglich eingefügten Mauerdurchbruch gespannt, der Zugang zur erwähnten Zwischenhalle bot. Am westlichen Ende der Bahnsteige der Südbahn wurde ein zusätzlicher Ausgang (Unterführung und Stiegen, keine Kassen, nur Fahrscheinautomaten) zum Busbahnhof Südtiroler Platz geschaffen, von wo nach etwa hundert Meter Fußweg die U-Bahn-Station Südtiroler Platz zu erreichen war. Am Wiedner Gürtel, etwa dort, wo früher die Seitenfassade des ersten Südbahnhofs stand, ließ der dortige Verwaltungs- und Sozialtrakt noch den alten Grundriss erkennen.
Für die Schnellbahn wurde ab 1956 eine neue unterirdische Bahntrasse durch den Schweizergarten, dann den Wiedner Gürtel entlang, bis zum Südtiroler Platz gebaut. Südwestlich dieses Platzes mündet der „Schnellbahntunnel“ neben dem stillgelegten Steudeltunnel in die seit zirka 1870 befahrene Trasse. Die Schnellbahnhaltestelle Südbahnhof wurde gemeinsam mit der Stammstrecke der S-Bahn Wien (Floridsdorf–Wien Meidling) am 17. Jänner 1962 eröffnet. Sie liegt unter der Südseite der Kreuzung Gürtel / Arsenalstraße bzw. unter der Parkanlage des Schweizergartens. Die bis 12. Dezember 2009 benützten Aufgänge (Stiegen und Rolltreppe) verliefen schräg beziehungsweise gewunden, da sie zu einer neben der Schnellbahntrasse liegenden unterirdischen Halle (zu Beginn waren hier auch Kassen untergebracht) führten. Von dieser wiederum führten Stiegen und Rolltreppen in die große Kassenhalle des Südbahnhofs und zur Ecke Gürtel / Arsenalstraße.

## Geschichte 1841–2015

### 1841/1845: Gloggnitzer Bahnhof
→ siehe: Wien Gloggnitzer Bahnhof

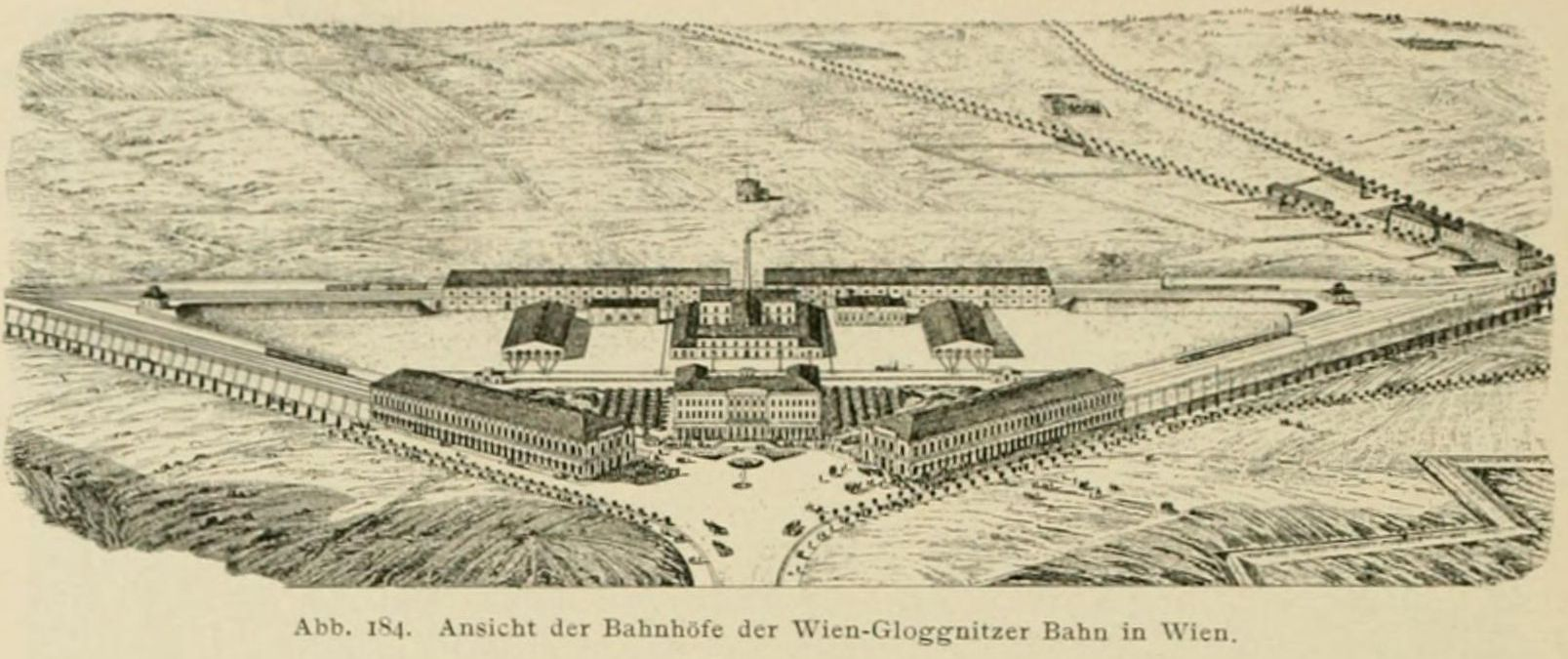
Ansicht der Wien-Gloggnitzer Bahnhöfe

Die ersten Bahnhöfe auf diesem Areal waren der Gloggnitzer Bahnhof (Ausgangspunkt der Südbahn, auch 1. Südbahnhof genannt, eröffnet 1841) und der Raaber Bahnhof (Ausgangspunkt der Ostbahn, eröffnet 1845), die unter Matthias Schönerer in klassizistischem Stil erbaut wurden und symmetrisch angeordnet waren. Dabei nutzten beide Bahnhöfe die sie miteinander verbindenden Depots, Remisen und Werkstätten.
Nach der Übernahme durch die Südbahn-Gesellschaft bürgerte sich der Name Südbahnhof ein. 

### 1874: 2. Südbahnhof

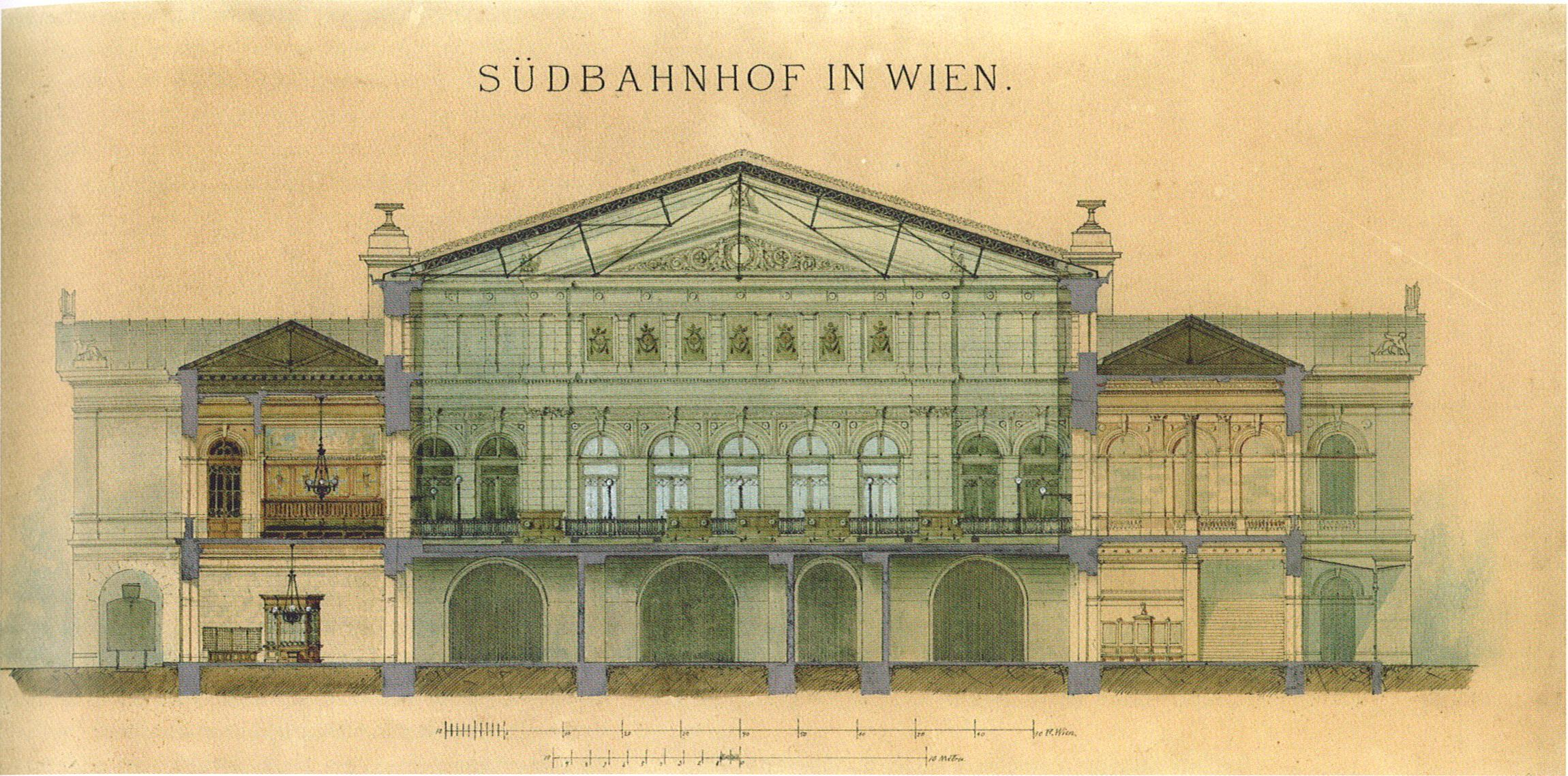
Originalplan des Querschnittes des Bahnhofes

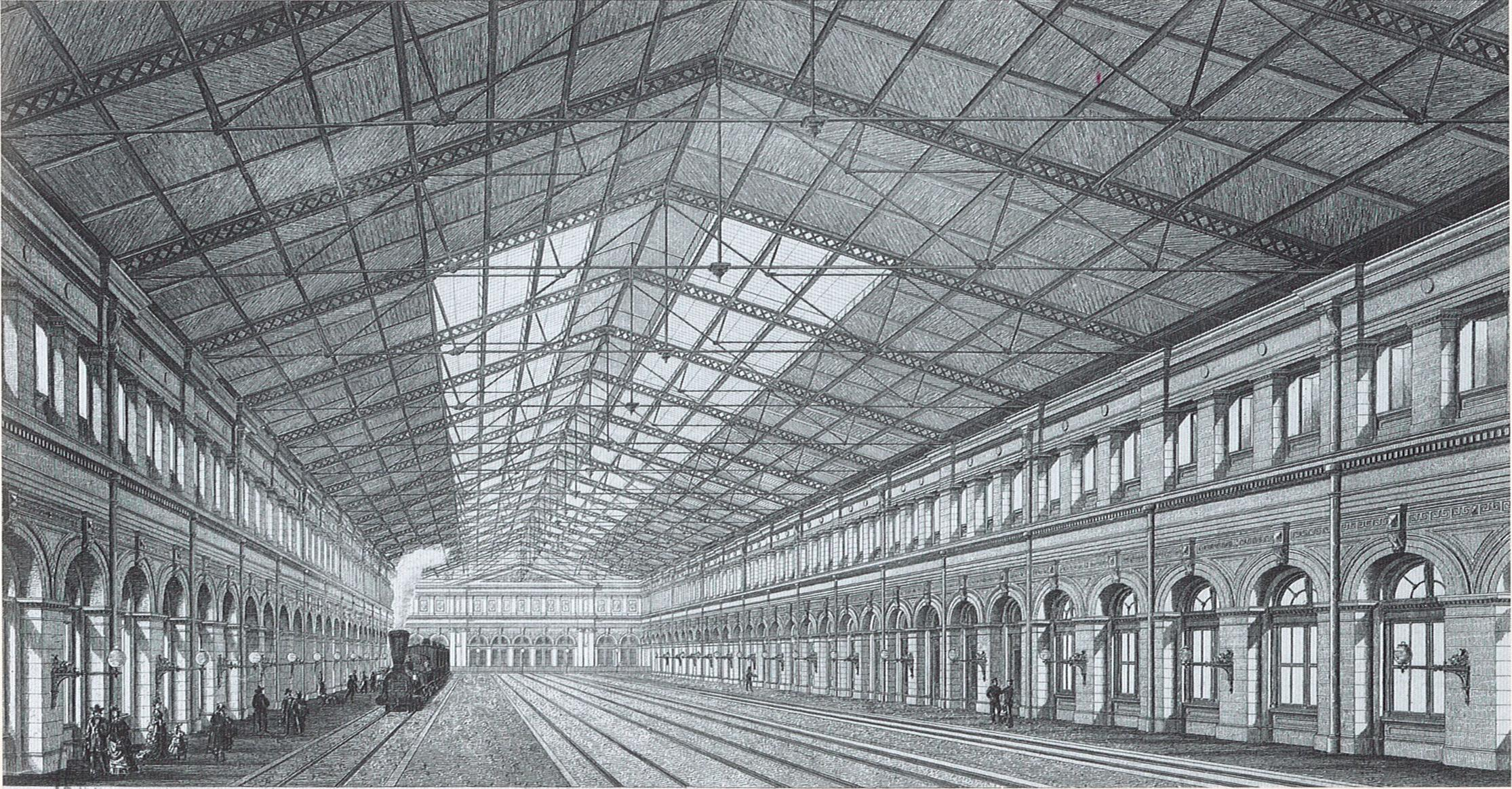
Bahnhofshalle um 1870

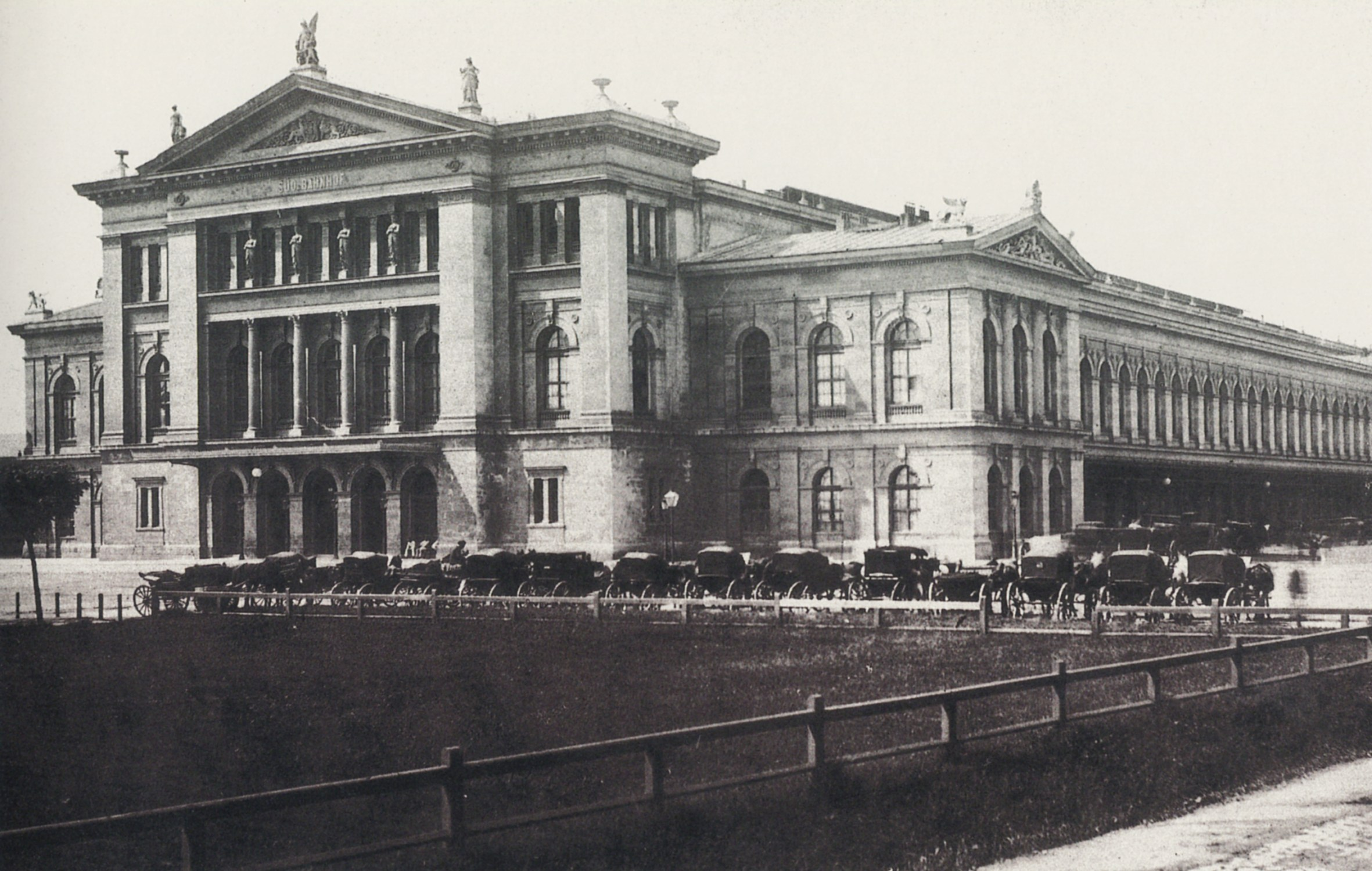
Wiener Südbahnhof, ca. 1875

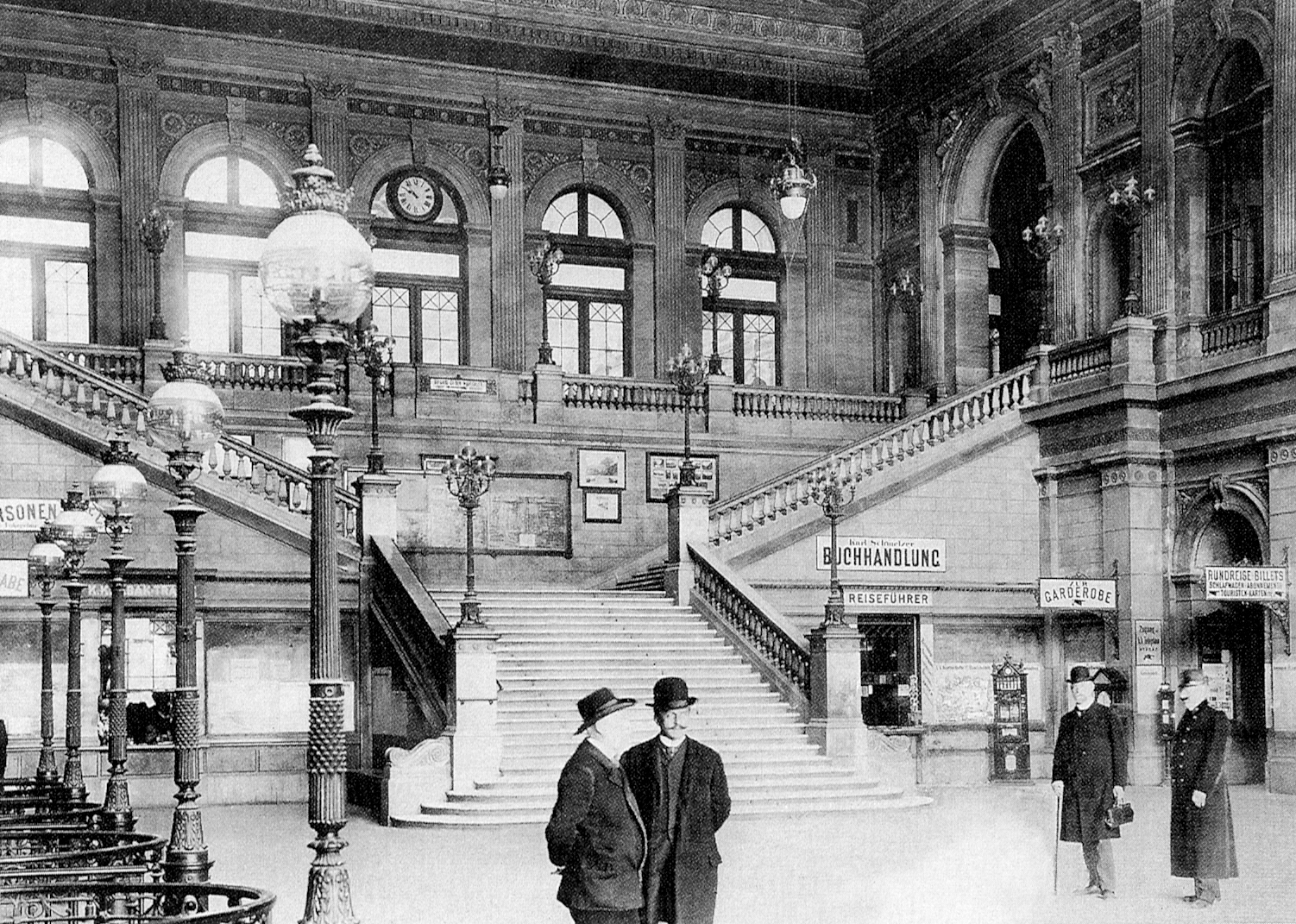
Kassenhalle des Südbahnhofes, 1900

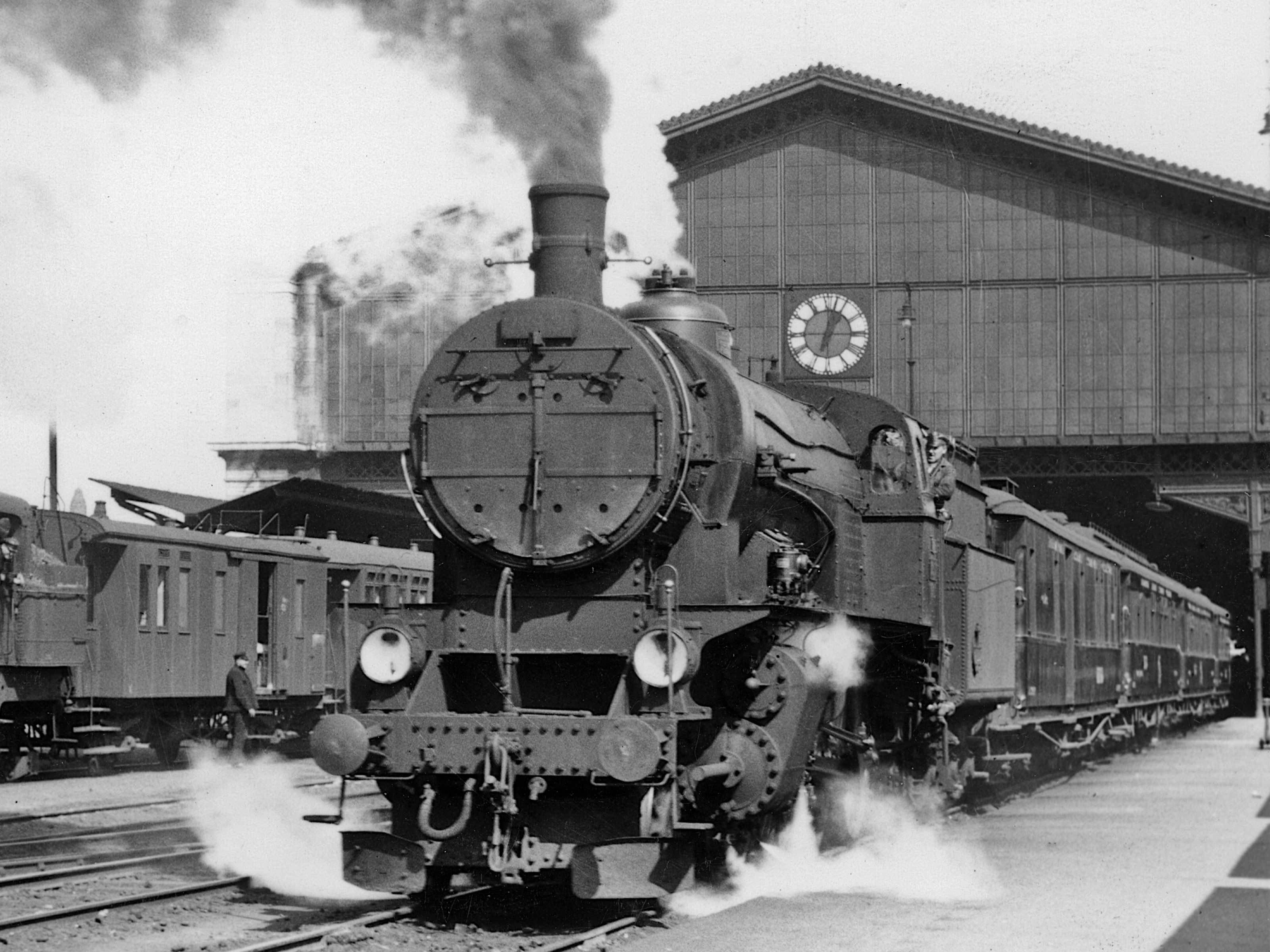
Abfahrt des Wien-Nizza-Cannes-Express vom Südbahnhof (1928)

In der Hochkonjunktur der Gründerzeit (1859–1873) beschloss die Südbahn, anstelle des Gloggnitzer Bahnhofs einen neuen, größeren und vor allem repräsentativeren Kopfbahnhof, den „Süd-Bahnhof“, zu schaffen. Die Planung wurde dem Chefarchitekten der Südbahn, dem Württemberger Wilhelm von Flattich, übertragen. 1874 war der Bau vollendet, – nicht rechtzeitig zur Weltausstellung 1873 in Wien. Während der Weltausstellung muss die Südbahn ihre Fahrgäste mit einem „Baustellenchaos“ verärgert haben.
Das neue Gebäude wurde mit Seitentrakten rund dreimal so breit wie das alte, die Halle erreichte nun eine Spannweite von 35,7 m, die zweitgrößte in Wien, was für fünf, später sechs Gleise mit relativ schmalen Seiten- und Zungenbahnsteigen ausreichte. Vor dem Hallenportal lag später südseitig noch ein kurzes siebentes Gleis für Nahverkehrszüge (eigentlich lagen dort vier Gleise, nur eines hatte aber ein eigenes Ausfahrsignal und scheint regelmäßig von Zügen benutzt worden zu sein). Die Kürze der Bahnsteiggleise muss sich in späteren Jahren deutlich nachteilig bemerkbar gemacht haben. Das Gebäude wurde im Stil der Neorenaissance ausgeführt und war im Vergleich zum Nordbahnhof weniger verspielt und auf klarere Linien ausgerichtet.
Der zweite Südbahnhof war insgesamt, was technische Funktionalität und architektonische Gestaltung betrifft, eines der wertvollsten Stücke österreichischer Eisenbahnarchitektur der Gründerzeit. Man betrat ihn wie den alten Gloggnitzer Bahnhof vom Vorplatz („Ghega-Platz“), der sich an Stelle der Kassenhalle des dritten Südbahnhofs befand. An eine fünf großzügige Fensterachsen breite Kassenhalle, die durch Oberlichte im Dach Licht erhielt, schloss eine prunkvolle Stiege an, die sich auf halber Höhe teilte. Über sie gelangte man in die Bahnsteighalle und zu zahlreichen Nebenräumen (z. B. Restaurant südseitig, Hofwarteräume nordseitig).
Da die Züge der Südbahn bis 2012 links fuhren, demnach vorzugsweise am nördlichen Seitenbahnsteig ankamen, führte von diesem eine weitere Stiege an die Seitenfront, wo zwischen zwei dreiachsigen Seitenpavillons ein Glasdach den Gehsteig überspannte und bequeme Gelegenheit bot, in wartende Fiaker und Einspänner umzusteigen. Diese Pavillons waren von steinernen Markuslöwen gekrönt, von denen zwei (einer in Laxenburg, einer in der Kassenhalle des Hauptbahnhofs) erhalten geblieben sind. An der Seitenfront befanden sich später auch die Haltestellen der Straßenbahn; eine Umkehrschleife lag im Bereich des heutigen Busbahnhofs Südtiroler Platz, die Gegenschleife umrundete den Ghegaplatz. Dort endete auch die zwischen 1925 und 1945 existierende kombinierte Straßen- und Stadtbahnlinie 18G, die eine Direktverbindung zum Bahnhof Heiligenstadt bot. An der Hinterseite von Südbahnhof und Ostbahnhof befanden sich, diagonal zwischen beiden gebaut, an der noch nach 1970 auf dem Stadtplan aufscheinenden Südostbahnstraße diverse Nebengebäude, zuletzt ein Post- und ein Zollamt.
In dieser Form bestand der Südbahnhof praktisch unverändert von 1874 bis 1945. Hier fuhren die Züge nach Laibach, Triest und Italien ab, man konnte, ohne das Netz der Südbahn zu verlassen, über Marburg und das Drautal nach Kärnten (Klagenfurt, Villach, Spittal), Ost- und Südtirol reisen. Über die Südbahn verkehrte vor 1914 auch einer der CIWL-Luxuszüge, der St. Petersburg-Cannes-Express, der vom Nordbahnhof über die Verbindungsbahn (1870 über den Bahnhof Favoriten und durch zwei Tunnels – StEG- und Steudeltunnel – unter Ost- und Südbahn hindurch umgelegt) überstellt und vom Matzleinsdorfer Frachtenbahnhof zum Einsteigen in die Halle des Südbahnhofs zurückgeschoben wurde. Bis 1939 verkehrte ein Nachfolger dieses Zuges noch als Wien-Cannes-Express bis und ab Wien Südbahnhof.
Die Südbahn unterhielt schon seit den Zeiten der Wien–Gloggnitzer Eisenbahn den dichtesten Personennahverkehr aller Bahnen im Raum Wien. 1924 wurde der Betrieb der Südbahn verstaatlicht und den BBÖ übertragen, das Eigentum an den Anlagen blieb aber bis in die Zeit des Anschlusses an das Deutsche Reich bei der Südbahn-Nachfolgerin Donau-Save-Adria-Eisenbahn AG.

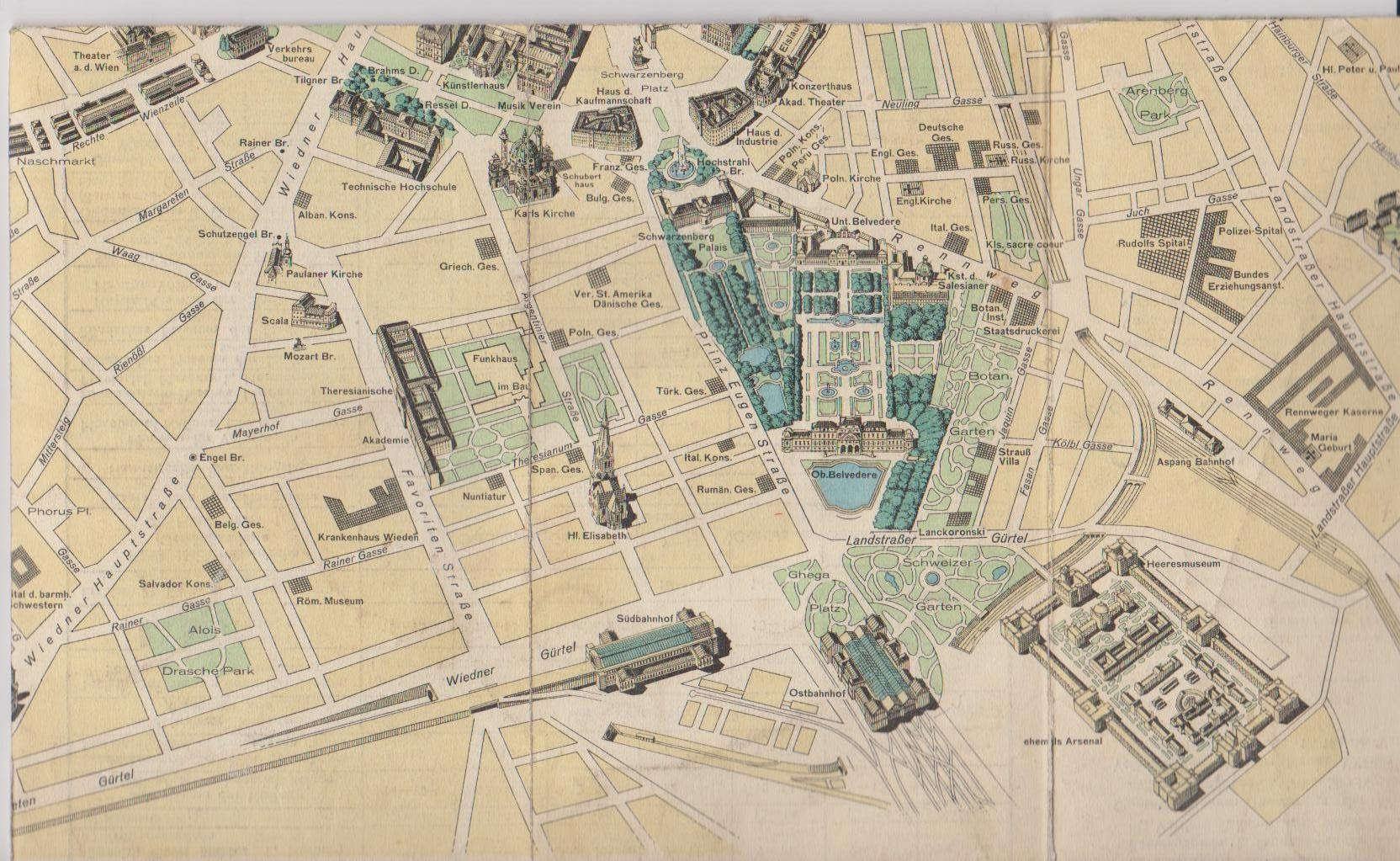
Südbahnhof und Ostbahnhof 1936 auf einem Werbestadtplan. Links die Einfahrt zum Steudeltunnel, zwischen den beiden Bahnhöfen der Bahnhof Favoriten im Einschnitt, vor dem Arsenal der Einschnitt der Verbindungsbahn Richtung Nordbahnhof.

Der zweite Südbahnhof überstand den Zweiten Weltkrieg im Gegensatz zu verbreiteten Legenden, die alle Wiener Bahnhöfe pauschal mit dem Verdikt „im Krieg zerstört“ belegen, relativ glimpflich. Die Anlagen wurden von einigen Bomben getroffen, bei den Kämpfen im April 1945 gingen vor allem Glasflächen in großem Umfang zu Bruch. Die Bausubstanz und insbesondere die stählerne Dachkonstruktion blieben, wie Fotos belegen, strukturell unbeschädigt, die Schäden wurden behoben, der Bahnbetrieb lief relativ bald wieder an.
Die Hallenkonstruktion des zweiten Südbahnhofs wurde ab Anfang 1956 demontiert, zerlegt, im Auftrag der ÖBB nummeriert und beim Bau einer Werkstättenhalle der Hauptwerkstätte Floridsdorf neuerlich verwendet. Die Konstruktion der französischen Eisen-, Stahl- und Brückenbaufirma „Compagnie de Fives-Lille“ von 1874 war bis zum Abriss der Halle 2010 in Verwendung.

### 1956: 3. Südbahnhof (mit Ostseite und S-Bahn)

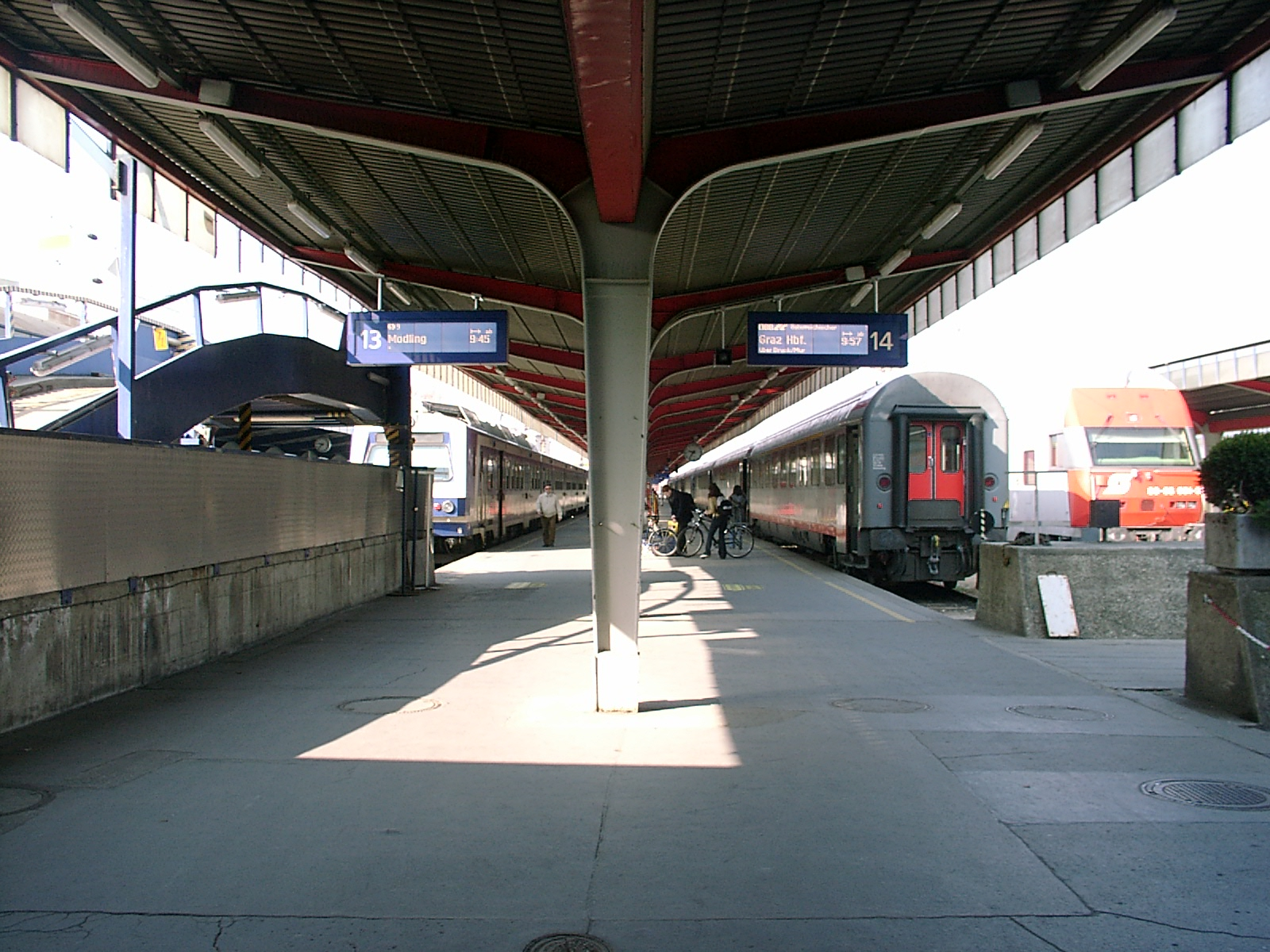
Bahnsteig des Südbahnhofs bis 2009 mit Schnellbahnzug (links), EuroCity (Mitte) und Regionalzug (rechts)

Das gesamte Areal von Schönerers „Doppel-Kopfbahnhof“ stand nach 1945 zur Disposition. Die Hindernisse, die 1841–1945, insbesondere nach der Trennung der Verwaltung beider Bahnstrecken, eine den Bahnbetrieb erleichternde Änderung von Schönerers Entwurf verhindert hatten, waren nicht mehr vorhanden. Süd- und Ostbahn gehörten den ÖBB, das Areal im Winkel zwischen beiden Bahnhöfen stand nach Schließung der StEG-Lokomotivfabrik 1929 zur Verfügung, die Kriegsschäden und der Bau der Schnellbahn lieferten die Rechtfertigung für großzügige Neuplanungen. Die Generalsanierung der Bausubstanz wurde daher nicht in Erwägung gezogen: Im Zeitgeist der 1950er Jahre maß man der Gründerzeitarchitektur hier keine stadtbildprägende Wirkung zu. (Selbst die 1901 enthüllte Gedenktafel der Bildhauerin L. Vischer für den Erbauer Flattich, die den Krieg überstanden hatte, verschwand während der Neubauarbeiten.)
Während der dritte Südbahnhof entstand, wurde die Südbahn zwischen Wien und Gloggnitz elektrifiziert; der elektrische Betrieb wurde mit dem Winterfahrplan 1956 aufgenommen. Durch den Bahnhofsneubau verlängerte sich die Strecke der Südbahn in Richtung Schweizergarten, sodass der Nullpunkt der Südbahn nun ungefähr im Bereich des Südtiroler Platzes lag. Die Gleisanlage des Bahnhofs entsprach allerdings bis auf eine minimale Erweiterung der Gleispläne dem Stand vor 1945 und brachte im Fernverkehr keinerlei Vorteile, eröffnete keine neuen Verbindungen und ermöglichte keine Rationalisierungen. Die durchgehende Führung von Zügen auf Süd- und Ostbahn war daher nicht möglich und auch nicht vorgesehen. Frachtenbahnhöfe, Zugförderungsanlagen (Depots), Wagenabstellgleise etc. blieben im Wesentlichen, wo sie waren, und damit weiterhin doppelt vorhanden.

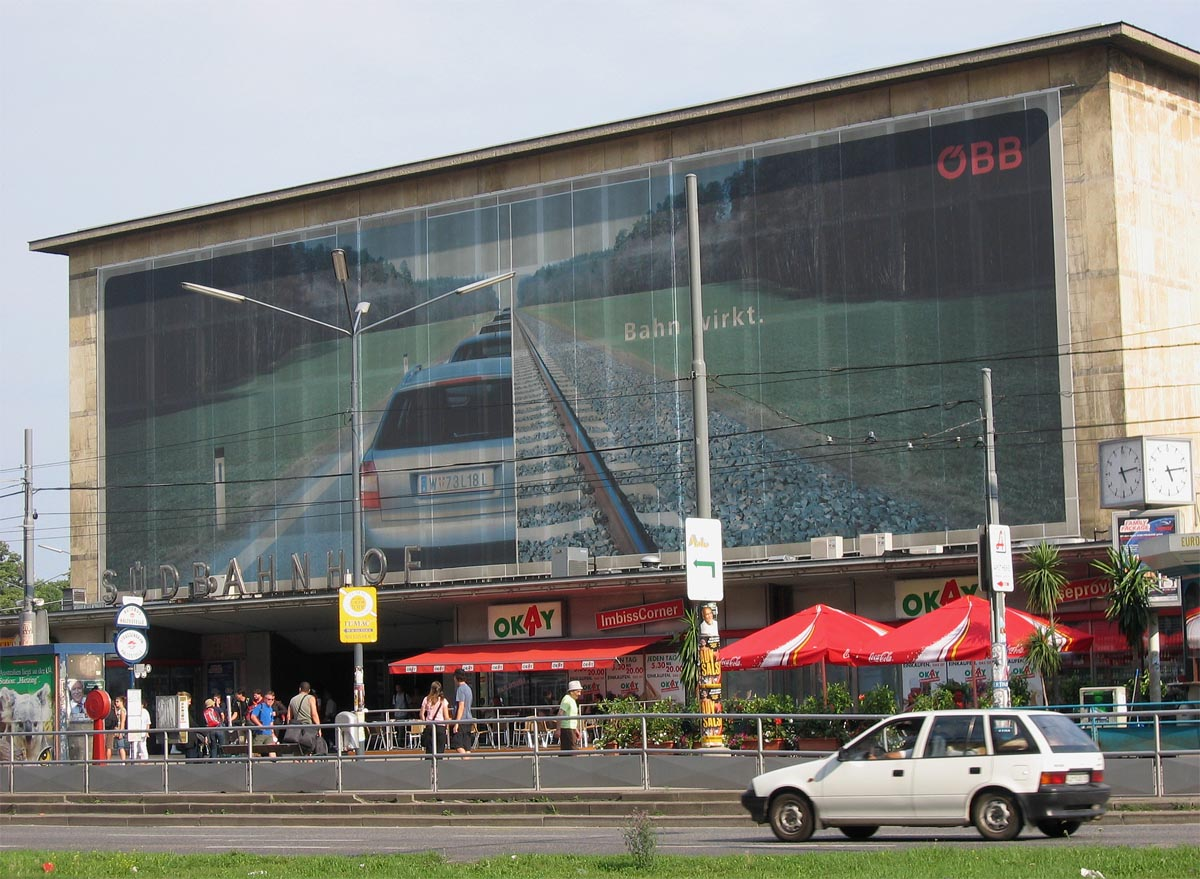
Eingangsbereich des Südbahnhofs bis 12. Dezember 2009
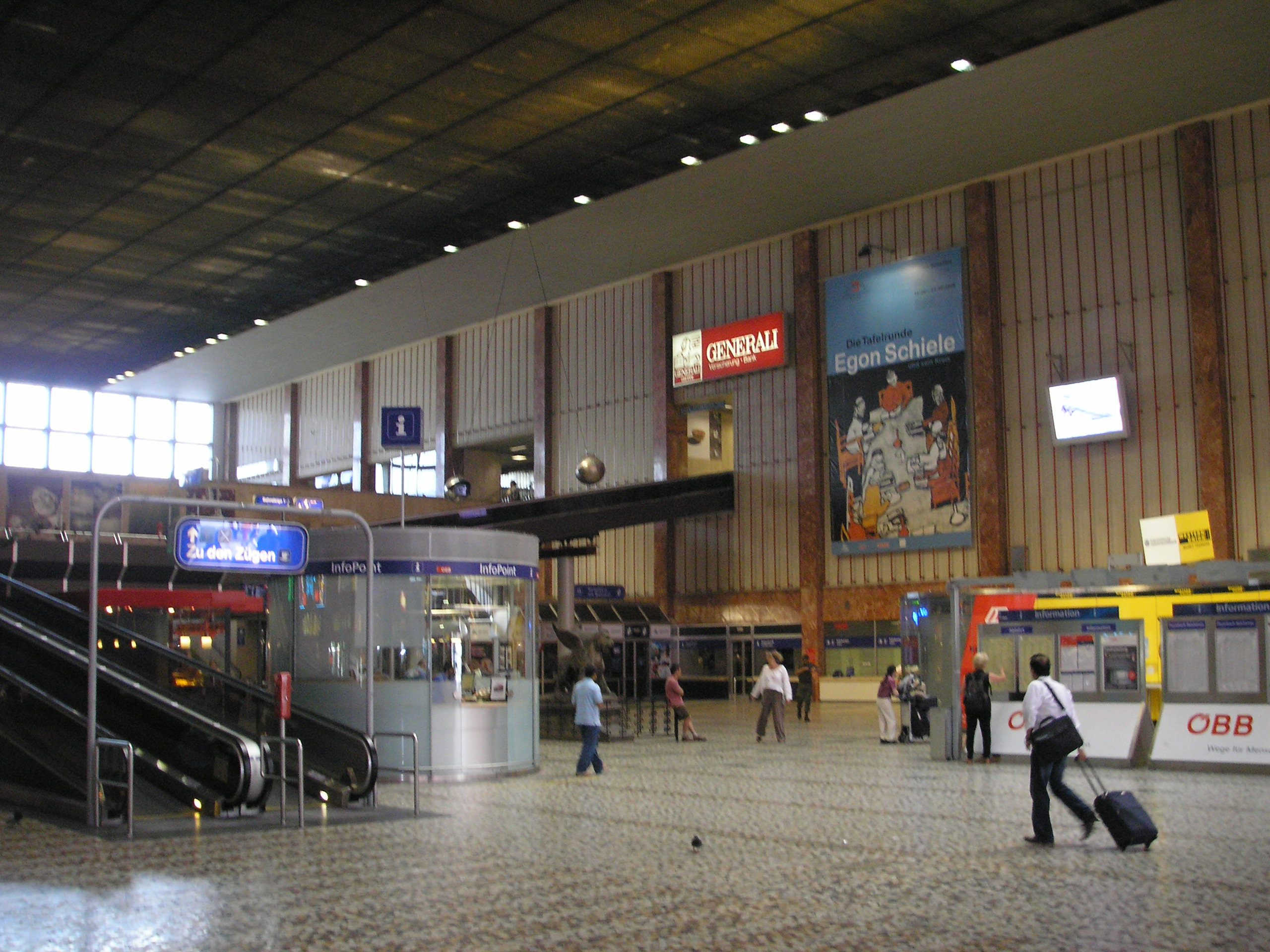
Kassenhalle im Südbahnhof bis 12. Dezember 2009
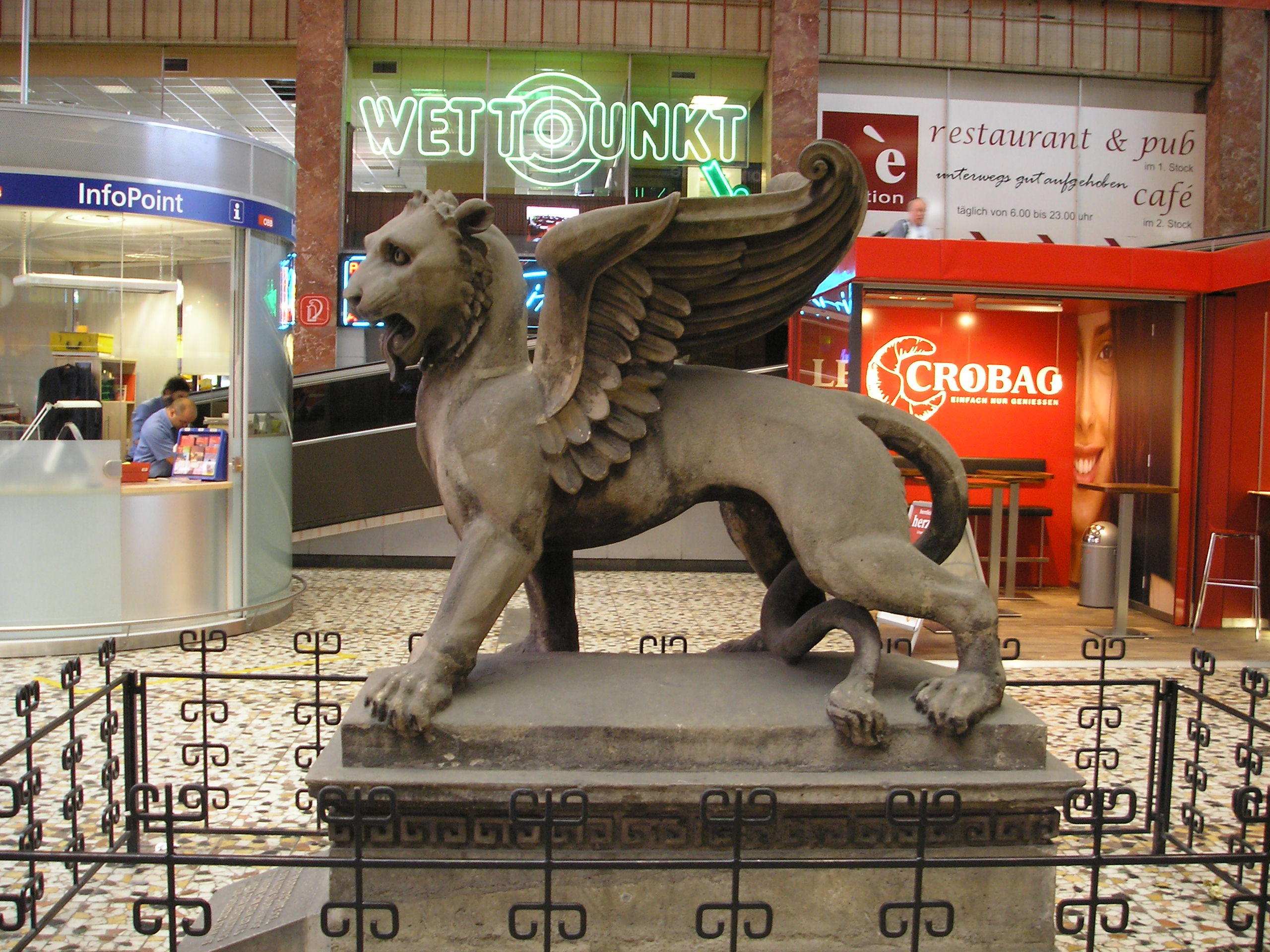
Der von der Dachecke des zweiten Südbahnhofs stammende Markuslöwe in der Haupthalle des dritten Südbahnhofs wurde am 29. September 2014 im neuen Hauptbahnhof wieder aufgebaut

#### Bau und Architektur
Die ÖBB entschlossen sich in den 1950er Jahren, das gesamte Gelände neu zu gestalten. Der Bau entstand 1955–1961 nach Plänen des Architekten Heinrich Hrdlička, Zentralinspektor in der Bauabteilung der ÖBB. Er konnte sich auf eine 1951 von Rudolf Maculan und Kurt Walder erstellte Studie beziehen; die beiden Autoren arbeiteten am Bahnhofsentwurf mit. Es wurden nun Ostbahn und Südbahn in einem Bahnhofsgebäude zusammengeführt; der Ghegaplatz, bis dahin Vorplatz beider Bahnhöfe, wurde von der neuen Bahnhofshalle eingenommen. Der neue Südbahnhof wurde am 29. September 1956 feierlich eröffnet, obwohl er damals bei Weitem noch nicht fertiggestellt war.
Von außen wirkte das Aufnahmsgebäude schlicht und gedrungen, die Fassade war zuletzt durch Umwelteinflüsse grau und verschmutzt. Jan Tabor bescheinigte dem Bau allerdings außerordentliche architektonische und gestalterische Qualität (unter anderem in der Verarbeitung vieler Steinarten und -formen) und kritisierte das Bundesdenkmalamt, das die Unterschutzstellung verabsäumt habe. Die voluminöse Kassenhalle wies als „Tempel des Fortschritts“ ausgewogene Proportionen und große Raumhöhe auf; spätere Einbauten, vor allem die schrägen Fahrsteige zu den Bahnsteigen, veränderten das originale, großzügige Architekturkonzept allerdings stark. Das Innere der unterirdischen S-Bahn Station war im Gegensatz zum oberirdischen Teil schlicht gehalten: Seitenbahnsteige, Fliesen als einziges Gestaltungselement, sonst nur nackter Beton an Mauern und Decke. Obwohl die Haupthalle durch eine großflächige Lichtrasterdecke und Glasfenster an Nord- und Südseite Licht erhielt, war der tatsächliche Tageslichteinfall nur mäßig. Besonders die Lichtrasterdecke war über die Jahre stark verschmutzt.
Der Bahnhof und das Areal verkamen im Laufe der Zeit immer mehr. Die ÖBB sahen sich nicht veranlasst, mehr in die Infrastruktur zu investieren. Von allen Bahnhöfen Wiens genoss der Südbahnhof in den neunziger Jahren des 20. Jahrhunderts den schlechtesten Ruf. Der Fall des Eisernen Vorhangs, 1989, und die wachsende Zahl der Reisenden machten einen Imagewechsel für die ÖBB dringend notwendig. Die wachsende Unbeliebtheit des Bahnhofes unter der Bevölkerung war ebenfalls Beweggrund, die Entscheidung zum Abriss und Neubau zu fällen.
2005 beschrieb der britische Historiker Tony Judt im Vorwort zu seiner Geschichte Europas nach 1945 (Orig. Postwar) den „trostlosen, wenig einladenden Südbahnhof, ein heruntergekommener, düsterer Treffpunkt armer Ausländer“ im krassen Kontrast zum „pulsierenden Westbahnhof“ als „unfreiwilliges“ Symbol für die Teilung Europas.

#### Zeitgeschichte
Am 2. Juni 1961 traf der sowjetische Spitzenpolitiker Nikita Chruschtschow zum Wiener Gipfeltreffen mit John F. Kennedy im Südbahnhof (Ostseite) ein und wurde hier, beobachtet von Medien aus aller Welt, von Bundespräsident Adolf Schärf empfangen.
Von 1965 an kamen auf der Ostseite viele Tausende aus der Sowjetunion emigrierende Juden auf dem Wiener Südbahnhof „in der freien Welt“ an, nach der Geiselnahme in Marchegg 1973 unter Polizeischutz. Hier wurden sie von jüdischen Hilfsorganisationen in Empfang genommen, die ihre Weiterreise nach Israel organisierten. Nicht alle nahmen dieses Angebot an; ein Teil der Angekommenen entschied sich dazu, in die Vereinigten Staaten zu immigrieren.
Am 17. August 1981 ereignete sich ein schwerer Unfall auf der Ostseite des Bahnhofs. Um 06:34 Uhr prallte der Zug 2606 (Nickelsdorf – Wien Süd) bei der Einfahrt auf Gleis 7 mit einer Geschwindigkeit von 35 km/h gegen den Prellbock, wodurch es zu einer Überpufferung der ersten drei Wagen kam. Da zu diesem Zeitpunkt bereits zahlreiche Fahrgäste aussteigebereit auf den Plattformen und Trittbrettern der Spantenwagen standen wurden 3 Personen getötet und mehr als 100 Personen, unterschiedlichen Grades, verletzt. Die Unfallursache war menschliches Versagen. Der Lokführer befuhr zuvor eine 20-km/h-Langsamfahrstelle und beschleunigte 250 Meter vor dem Gleisabschluss noch auf 38 km/h. Nach 100 Meter reagierte er mit einer Schnellabschaltung der Lokomotive und leitete eine Schnellbremsung ein welche jedoch erst 4 Meter vor dem Aufprall einsetzte und den Zusammenstoß nicht mehr verhindern konnte.

#### Abriss
Im Herbst 2009 wurden Einrichtungsgegenstände des Bahnhofs verkauft und Kunstwerke wie der von der Dachecke des zweiten Südbahnhofs stammende Markuslöwe, der an Venedig erinnert, eingelagert. Der Löwe wurde am 29. September 2014 im neuen Hauptbahnhof neuerlich aufgestellt. Die Medieninstallation „Einen Augenblick Zeit“ von Hofstetter Kurt wurde dem Zentrum für Kunst und Medientechnologie (ZKM) in Karlsruhe leihweise übergeben und sollte ursprünglich im neuen Hauptbahnhof ebenfalls wieder aufgebaut werden. Ende 2024 wurde die Installation in der U-Bahn-Station Schottentor aufgestellt.
Letzter Betriebstag des Bahnhofs in der bisherigen Form war der 12. Dezember 2009. Der Abriss des Aufnahmsgebäudes begann am 4. Jänner 2010 mit der Entfrachtung und wurde planmäßig vor dem Sommer 2010 abgeschlossen. Der Frachtenbahnhof wurde bereits bis 2009 eingeebnet. Neunzig Prozent des Abbruchmaterials mit erwarteten rund 225.000 m³ Volumen wurden wiederverwertet, davon 80.000 m³ Betonabbruch an Ort und Stelle. Der Rest wurde per Bahn abtransportiert. Die Verkleidungen der Pfeiler aus rotem Engelsberger Marmor aus dem inzwischen stillgelegten Steinbruch in Muthmannsdorf wurden von Steinmetzbetrieben abmontiert, die in der Restaurierung tätig sind.
Unter der Bahnhofshalle, somit unter dem damit überbauten Ghegaplatz, befanden sich zwei ab 1939 errichtete Luftschutzbunker mit je 600 m² Nutzfläche und bis zu 3 m dicken Wänden. 1946 bis 1947 dienten sie als Notschlafstellen für Ausgebombte. Später zogen Modelleisenbahnfreunde ein und errichteten eine der größten Anlagen Österreichs; sie wurde Mitte 2008 abgebaut. Die Bunkeranlagen wurden im Sommer 2010 entfernt. Bei den Arbeiten unter Straßenniveau wurden Stadtarchäologen beschäftigt, die historische Relikte sicherten. Dabei wurde neben anderen Kriegsrelikten aus der Schlacht um Wien auch ein schwerer Ladungsträger vom Typ Borgward IV gefunden, was mediales Aufsehen erregte. Der Ladungsträger wurde von Experten des Heeresgeschichtlichen Museums Wien geborgen, dort restauriert und wird nunmehr in der Dauerausstellung des Museums gezeigt.

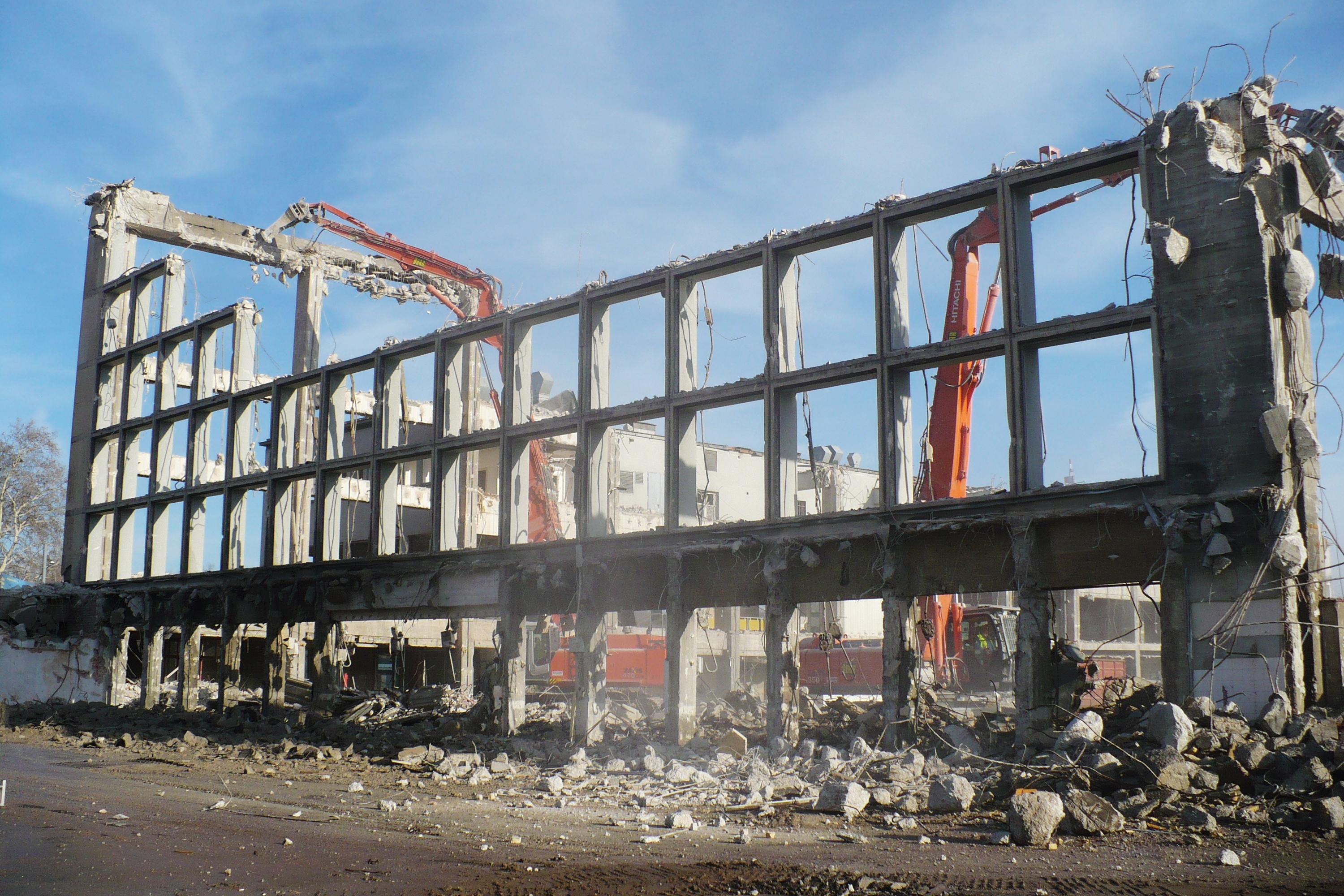
Abbruch der Hauptfassade, (März 2010)
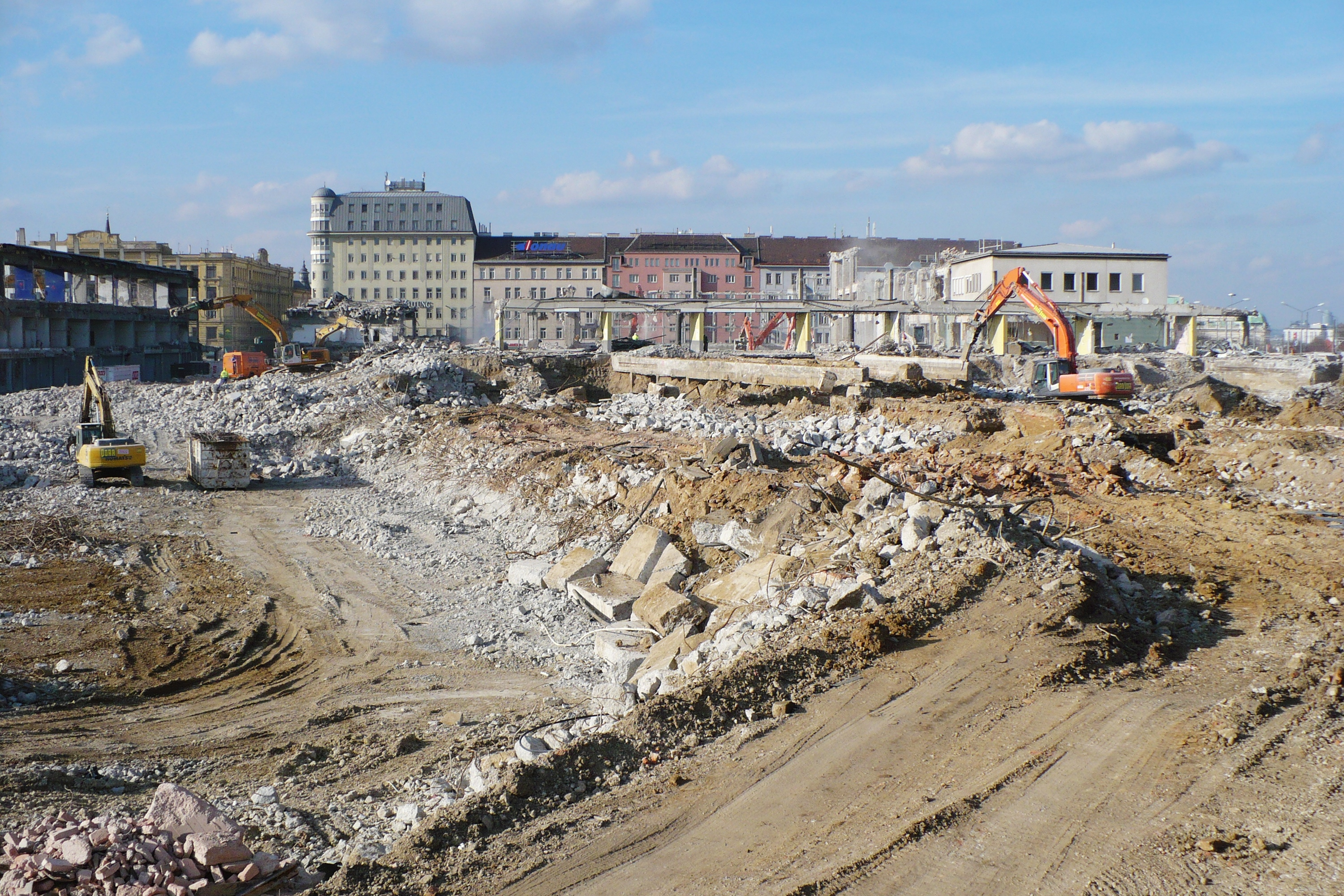
Blick von der Ostbahnseite in Richtung Gürtel, die Halle ist bereits abgetragen, (März 2010)
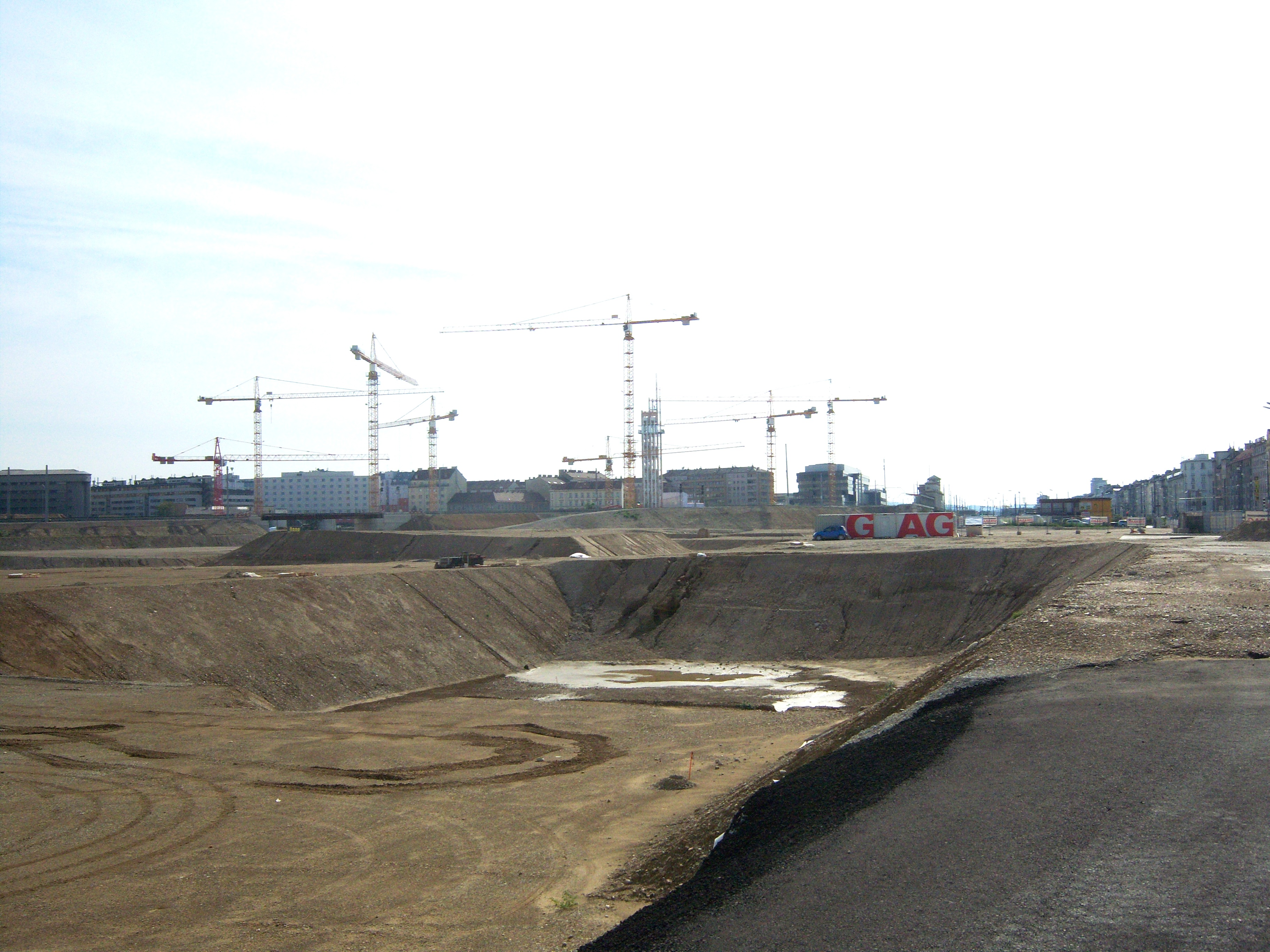
Das Gelände des Südbahnhofes nach der vollständigen Einebnung (August 2010)

### 2009–2012: 4. Südbahnhof (Ostbahn und S-Bahn)

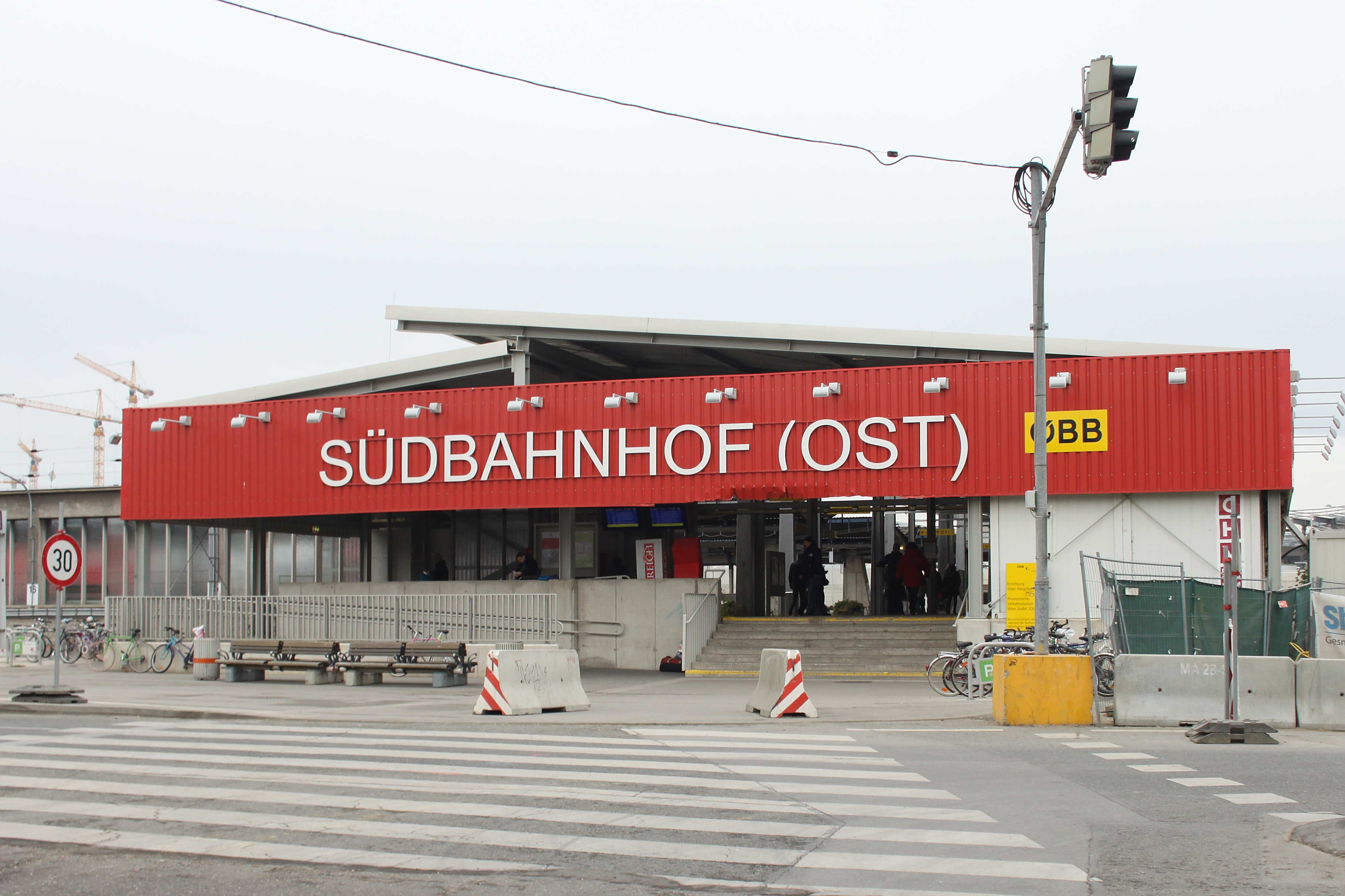
Provisorische Station Südbahnhof (Ostbahn), in Betrieb von Dezember 2009 bis Dezember 2012, dann abgetragen.

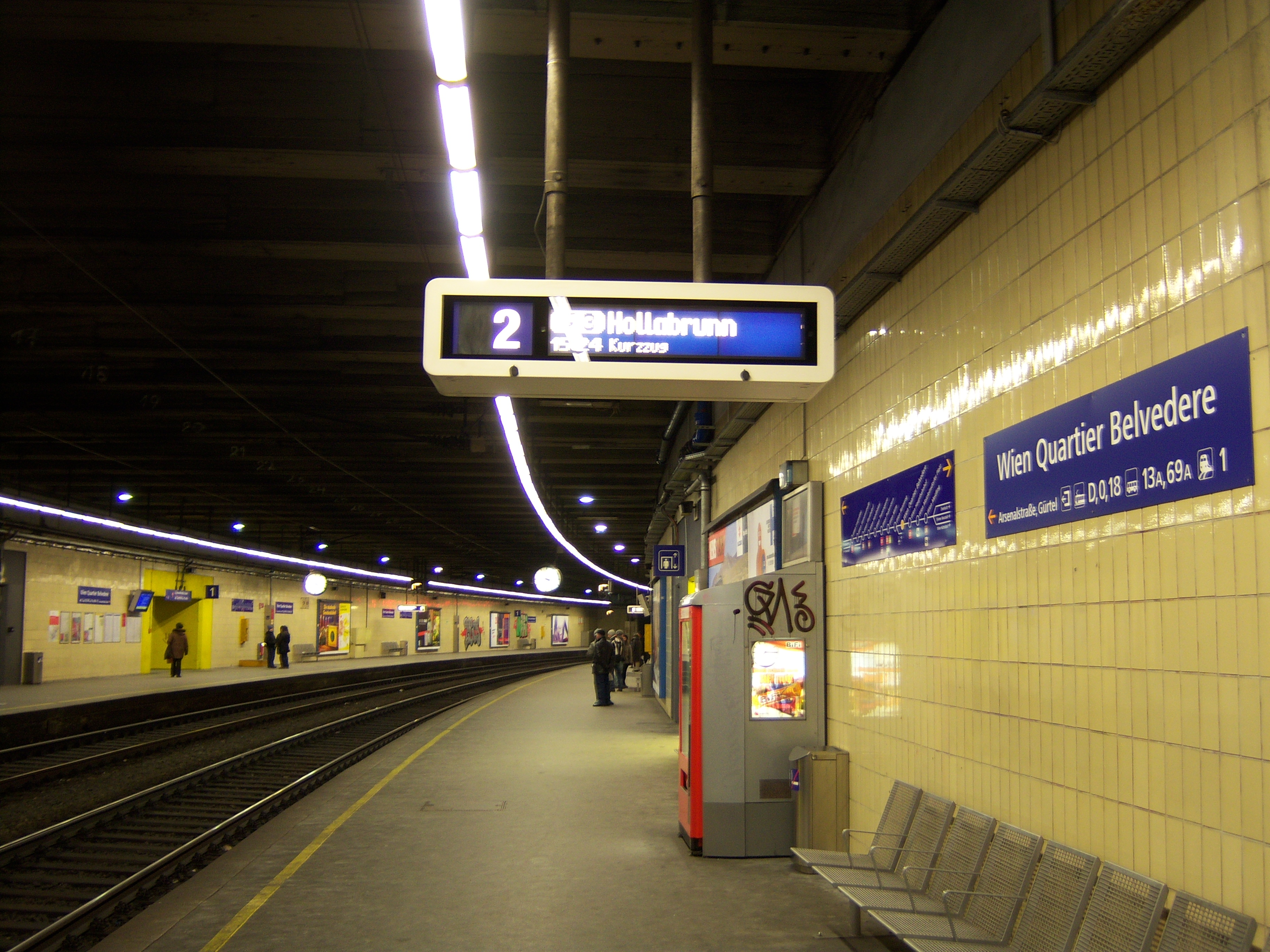
Die S-Bahn-Station in Tieflage blieb nach Abriss des dritten Südbahnhofs erhalten. Sie wurde am 9. Dezember 2012 in Wien Quartier Belvedere umbenannt und wurde 2015 saniert.

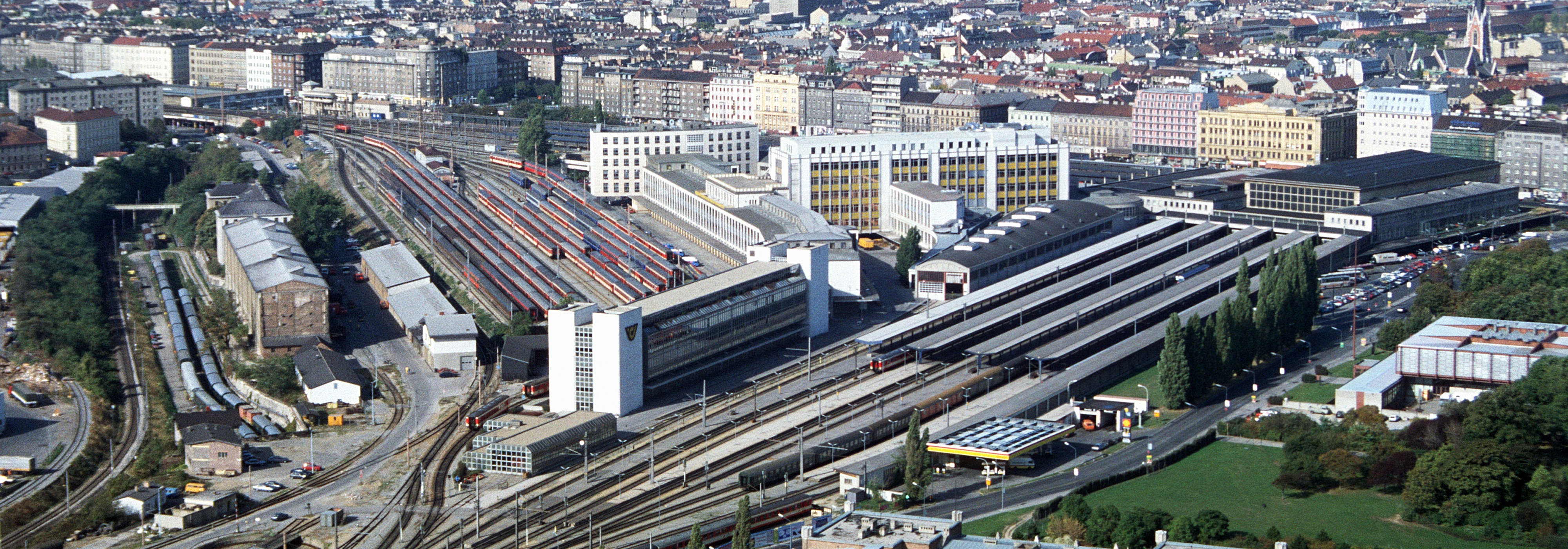
Der Hauptbahnhof wurde ab 2010 auf den im Hintergrund schräg verlaufenden Gleisen errichtet.

Der Bahnhofsname Wien Südbahnhof blieb bis 8. Dezember 2012 erhalten: Als Wien Südbahnhof (Ostbahn) war er bis dahin für die provisorischen Anlagen der Ostbahn in Gebrauch. Seit 13. Dezember 2009 wurde der Ostbahnverkehr in einem an der Arsenalstraße gelegenen Provisorium mit um 150 Meter verkürzten und elf statt bisher neun Gleisen abgewickelt. Die Aspangbahn hielt hier aber seit 13. Dezember 2009 nicht mehr; zwischen Wien Südtiroler Platz und Maria Lanzendorf pendelte ein Bus ohne Zwischenhalt, bis im neuen Hauptbahnhof mehr Gleise benutzbar waren. Die Autoreisezuganlage des Südbahnhofes wurde bis zur Fertigstellung der neuen Anlagen am Hauptbahnhof zur Haltestelle Wien Matzleinsdorfer Platz verlegt.
Das bis 8. Dezember 2012 betriebene Aufnahmsgebäude befand sich auf der Höhe der Einmündung der Schweizergartenstraße in die Arsenalstraße und war mit einem Taxistandplatz und einer Haltestelle der Buslinie 69A versehen. Wien Südbahnhof (Ostbahn) wurde von folgenden Linien des Verkehrsverbundes bedient:
 Bruck an der Leitha – Wien Südbahnhof (Ostbahn)
 Wien Hirschstetten – Wien Simmering – Wien Südbahnhof (Ostbahn)
69A Simmering, Simmeringer Platz – Geiselbergstraße – Wien Südbahnhof (Ostbahn) – Wien Südbahnhof (S-Bahn)
Die S-Bahn bediente weiterhin die unterirdische Haltestelle Wien Südbahnhof (S-Bahn), Gleise 21 und 22 des dritten Südbahnhofs, die im Schweizergarten, Ecke Arsenalstraße / Landstraßer Gürtel, neue Zugänge erhielt, da der bisherige Zugang aus der Bahnhofshalle wegfiel. Zwischen beiden Stationen lagen etwa 200 Meter. Die S-Bahn-Station wurde bis 8. Dezember 2012 von folgenden Linien bedient:
 Regional- und Regionalexpress-Züge nach Deutschkreutz, Bratislava, Marchegg, Pamhagen, Wulkaprodersdorf, Győr, Payerbach-Reichenau, Břeclav, Znojmo, Wiener Neustadt Hbf
 Mödling – Wien Meidling – Wien Südbahnhof (S-Bahn) – Wien Floridsdorf – Gänserndorf
 Wiener Neustadt Hbf – Baden – Wien Meidling – Wien Südbahnhof (S-Bahn) – Wien Floridsdorf – Wolkersdorf – Mistelbach – Laa an der Thaya
 Wien Meidling – Wien Südbahnhof (S-Bahn) – Wien Floridsdorf – Stockerau – Absdorf-Hippersdorf bzw. Hollabrunn
18 Burggasse-Stadthalle – Westbahnhof – Matzleinsdorfer Platz – Südbahnhof (S-Bahn) – St. Marx – Schlachthausgasse (Stadionbrücke)
D Beethovengang – Nußdorf – Franz-Josefs-Bahnhof – Schottentor – Schwarzenbergplatz – Schloss Belvedere – Südbahnhof (S-Bahn)
O Migerkastraße (Raxstraße, Rudolfshügelgasse) – Südbahnhof (S-Bahn) – Rennweg – Ungargasse – Landstraße/Wien Mitte – Radetzkyplatz – Praterstern
13A Skodagasse – Neubaugasse – Mariahilfer Straße – Pilgramgasse – Wiedner Hauptstraße – Südbahnhof (S-Bahn)
69A Simmering, Simmeringer Platz – Geiselbergstraße – Wien Südbahnhof (Ostbahn) – Südbahnhof (S-Bahn)
Der Südbahnverkehr wurde ab 13. Dezember 2009 nur bis zum / vom Bahnhof Wien Meidling geführt. Viele Südbahn-Regionalzüge werden aber über die S-Bahn-Stammstrecke weitergeführt. Mit der Teilinbetriebnahme des Hauptbahnhofes am 9. Dezember 2012 wurde der provisorische Ostbahnhof stillgelegt und abgetragen. Die S-Bahn-Station wurde in „Quartier Belvedere“ umbenannt. Der Stations- bzw. Bahnhofname Wien Südbahnhof war damit endgültig Geschichte. Zur Erinnerung wurde eine neue Straßenbrücke, die im südöstlichsten Teil des Sonnwendviertels über die Ostbahngleise zur Arsenalstraße im 3. Bezirk führt, 2015 fertiggestellt sein sollte, aber erst ab August 2018 benützbar wurde, Südbahnhofbrücke benannt.

### 2007–2015: Bau des Hauptbahnhofes

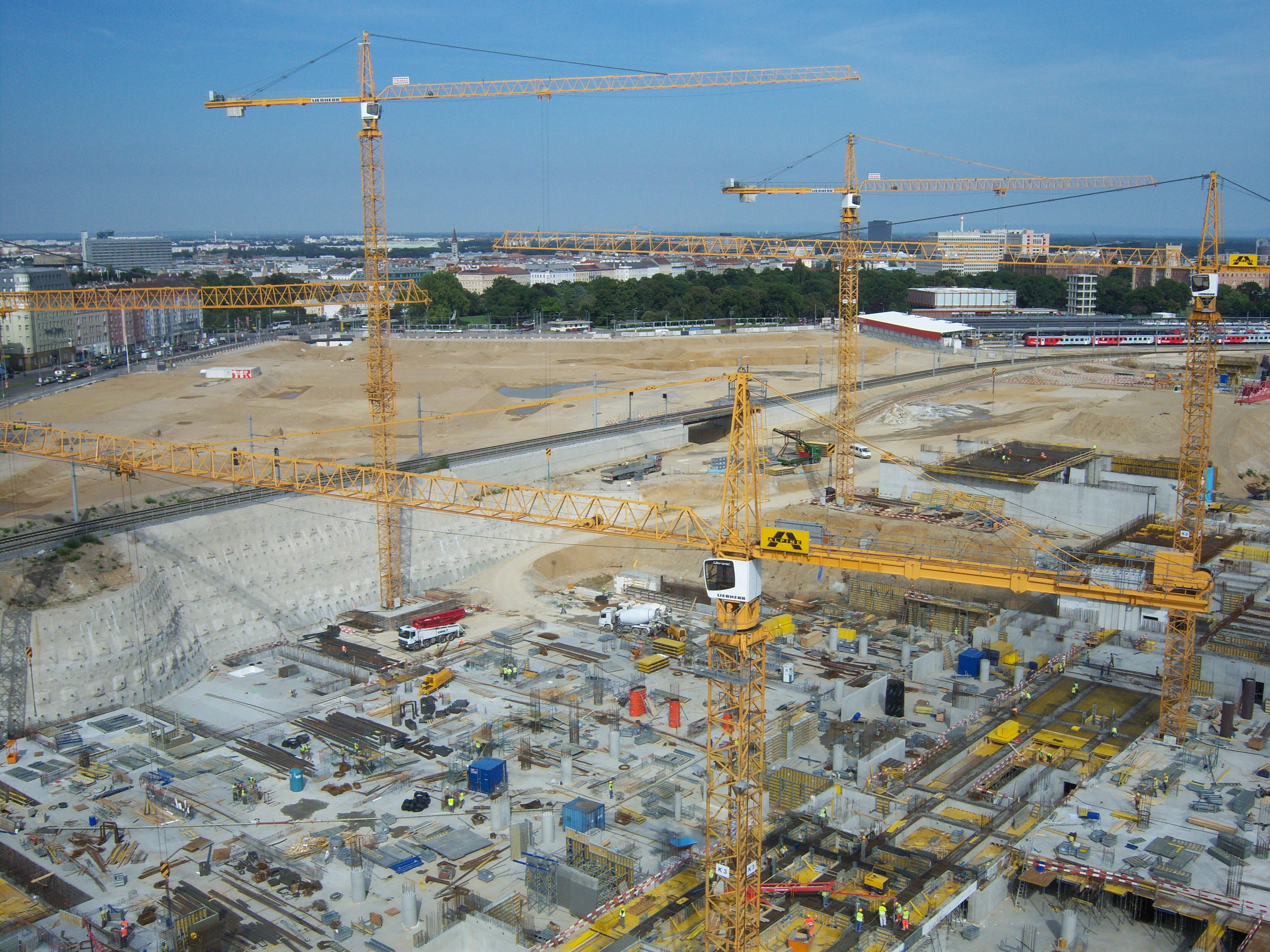
Blick auf die Großbaustelle Hauptbahnhof: Das Aufnahmsgebäude des Südbahnhofes lag im Hintergrund entlang des Schweizergartens.

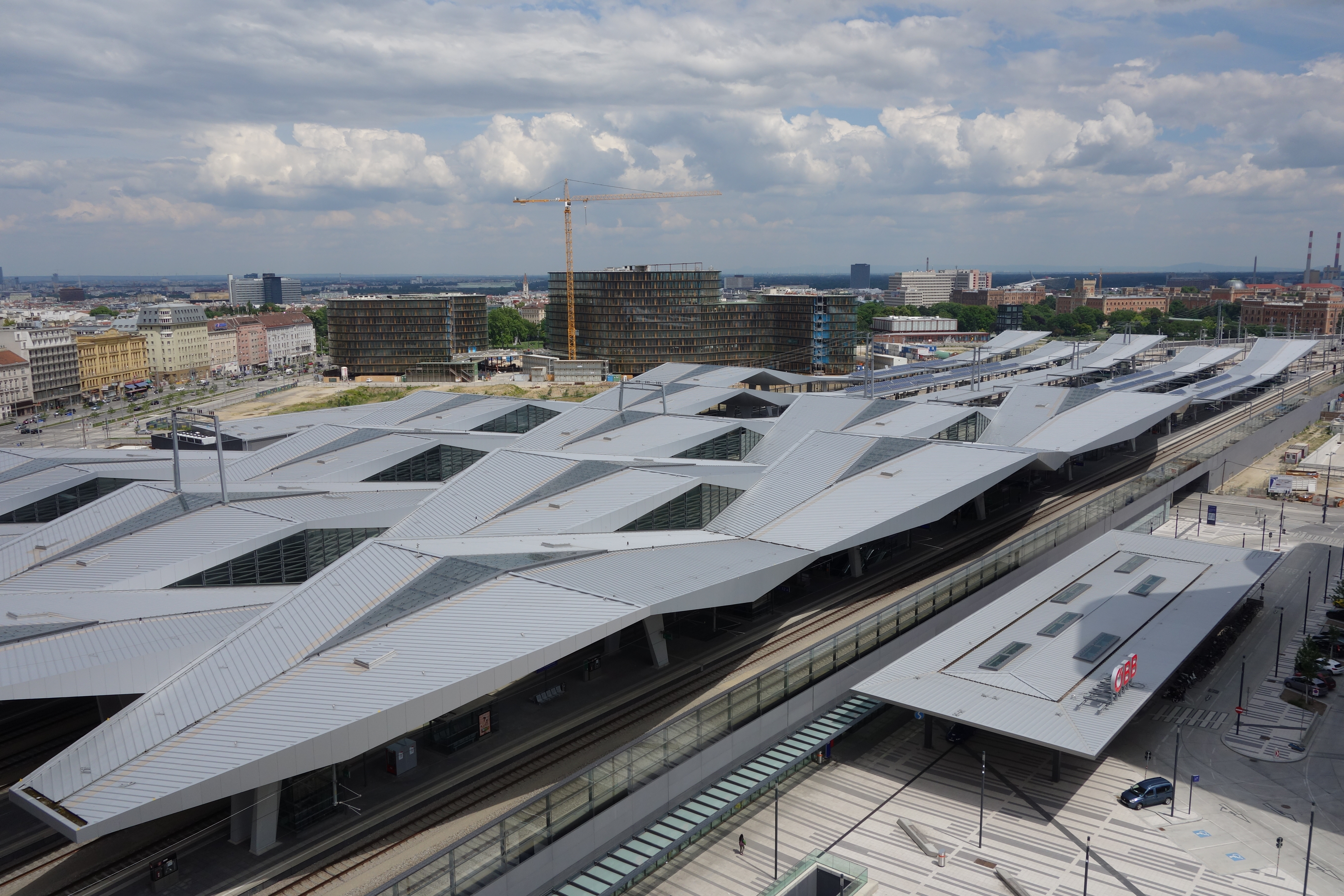
Gleiche Blickrichtung im Juni 2014

Nach vielen verworfenen Planungsvarianten setzte sich der Vorschlag, auf dem Areal einen neuen Hauptbahnhof zu bauen, durch. Der Spatenstich erfolgte am 12. Juni 2007. Der 2010 tatsächlich begonnene Neubau entstand auf dem Areal des ehemaligen Südbahnhofgeländes südwestlich des abgerissenen Aufnahmsgebäudes in der Diagonale zwischen Süd- und Ostbahn, nahe der S-Bahn-Station Südtiroler Platz, verbindet Süd- und Ostbahn zu einer durchgängigen Verbindung und wurde bis Dezember 2015 vollständig fertiggestellt.
Der neue Hauptbahnhof wurde mit 9. Dezember 2012 teilweise in Betrieb genommen, die ersten Fernzüge erreichten ihn am 14. Dezember 2014. Seit 13. Dezember 2015 wird der gesamte ÖBB-Fernverkehr aus allen Richtungen über den Hauptbahnhof abgewickelt. Ebenfalls ersetzt das neue Terminal Wien Hauptbahnhof Autoreisezug seit Juni 2014 die Anlagen am Matzleinsdorfer Platz und am Westbahnhof.
Auf dem durch die Demolierung des 3. und des 4. Südbahnhofs und die Absiedlung des Frachtenbahnhofs frei gewordenen Gelände, begrenzt von Wiedner Gürtel, Arsenalstraße, Gudrunstraße und Sonnwendgasse (rund 59 Hektar), entstehen bis 2025 unter Federführung des Wiener Stadtplanungsressorts zwei neue, 2018 teilweise schon errichtete Stadtteile: im nördlichen Teil das Quartier Belvedere, im südlichen Teil das Sonnwendviertel. Einnahmen aus dem Grundverkauf bilden einen Teil der Finanzierung des neuen Hauptbahnhofs.

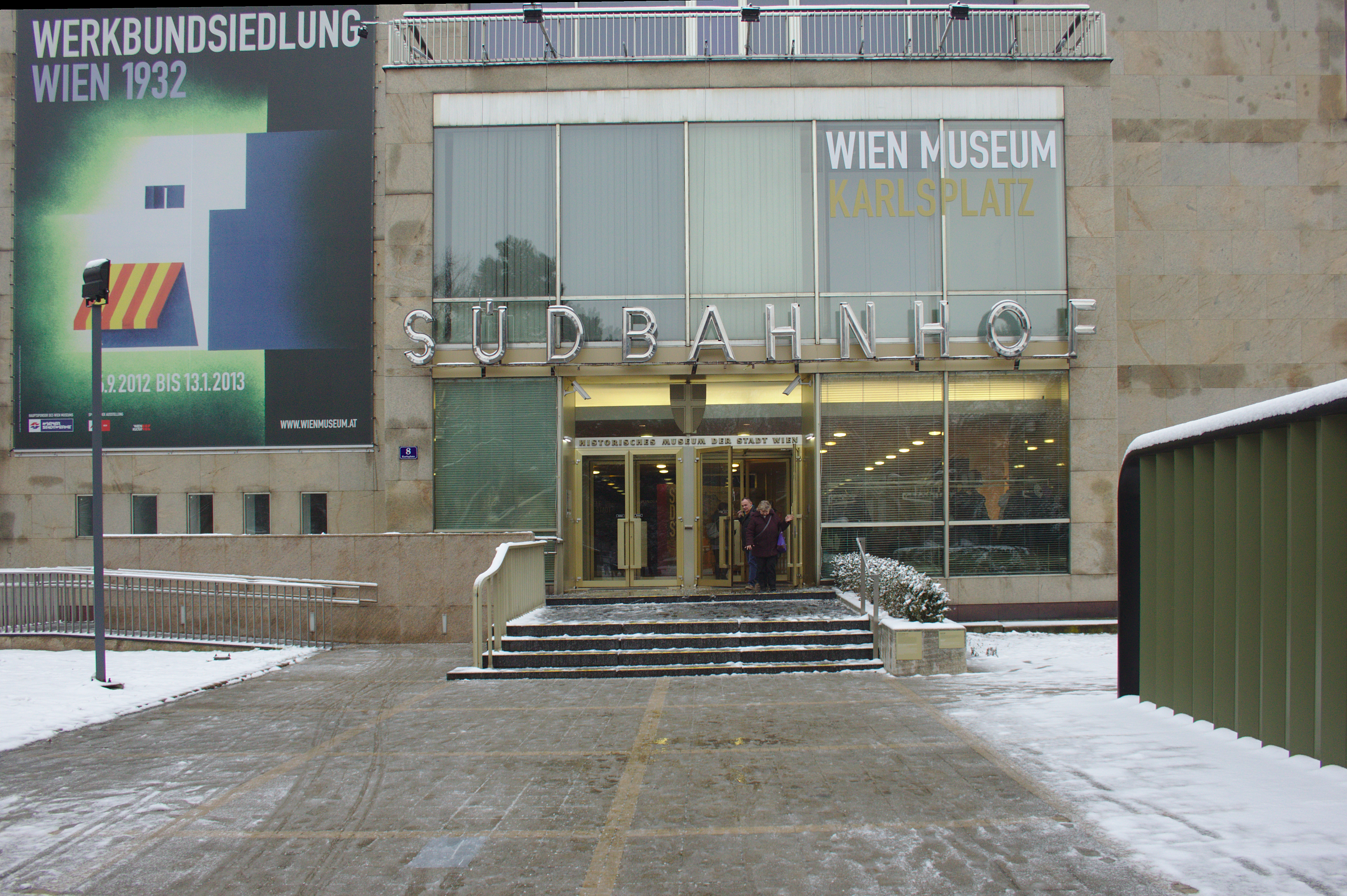
Edelstahl-Schriftzug vom Südbahnhof über dem Eingang des Wien Museum am Karlsplatz (2013)

Der Schriftzug aus 1,25 Meter hohen Edelstahllettern, der seit 1957 über dem Haupteingang vom Gürtel zur zentralen Halle über eine Länge von mehr als zwölf Metern lief, wurde 2013 temporär an der Fassade des Wien Museum gezeigt und ab August 2023 in seiner Dauerausstellung in der Museumshalle.